# Excerpta Latina Barbari
Die Excerpta Latina Barbari (= lateinischer Textauszug eines Barbaren), auch Excerpta Barbari oder Barbarus Scaligeri sind eine lateinische Übersetzung eines früheren Geschichtswerks. Das Werk beginnt mit Adam und endet 387 n. Chr.

## Aufbau der Schrift und Editio princeps
Die Schrift besteht aus drei Abschnitten: Der erste ist eine Weltgeschichte von Adam und Eva bis Kleopatra VII. (31 v. Chr.) mit zusätzlichen Daten aus der griechischen und römischen Profangeschichte. Es folgt eine Liste nichtjüdischer Regenten mit einem Verzeichnis der Hohenpriester und den römischen Kaisern bis Anastasios I. Den Abschluss bildet eine lückenhafte Fastenchronik von Gaius Iulius Caesar bis 387.
Der ursprünglich griechische Text stammte aus dem 5. Jahrhundert n. Chr. Er wurde in Alexandria zur Zeit des oströmischen Kaisers Zenon oder Anastasios I. verfasst. Um 700 wurde der Text von einem unbekannten merowingischen Autor aus dem Griechischen ins Lateinische übertragen. Hierbei unterliefen ihm aber viele Fehler, die zeigen, dass er weder Griechisch noch Latein gut beherrschte.
Trotzdem erkannte Joseph Justus Scaliger Anfang des 17. Jahrhunderts die Bedeutung des Textes. Ihm war aufgefallen, dass die angegebenen Regierungszeiten der Könige denen des Sextus Iulius Africanus entsprachen. Da das Werk des Africanus verloren und nur indirekt über andere Geschichtsschreiber erhalten ist, bilden die Excerpta Latina Barbari eine willkommene Ergänzung. Deshalb veröffentlichte Scaliger im Jahre 1606 in seinem Thesaurus Temporum diese Schrift.
Die Excerpta Latina Barbari sind der älteste Text, in dem die Namen der Heiligen Drei Könige genannt werden: Bithisarea, Melichior und Gathaspa.

## Geschichte des Manuskripts
Der zugrundeliegende griechische Text eines unbekannten Autors bezog sich auf die Chronik des Hippolyt von Rom unter Einbeziehung der Daten von Africanus. Die Kenntnisse des Übersetzers reichten nur für eine vulgärlateinische Fassung. Er beendete jedoch seine Arbeit nicht, so bricht der Text abrupt im Jahre 387 n. Chr. ab.
Das erhaltene Manuskript, eine Abschrift des verlorenen, bebilderten Originals, ist in der zweiten Hälfte des 8. Jahrhunderts in der Abtei Corbie unter Verwendung von Unziale und einer Minuskel vom Maurdramnus-Stil geschrieben worden. Zum ursprünglichen Titel Chronica universalis Alexandrina latina setzte im 9. Jahrhundert die Hand eines Bibliothekars des Klosters in karolingischer Minuskel den Titel „Cronica Georgii Ambianensis episcopi“ (Chronik von Georg, Bischof von Amiens) und wenig später den Untertitel „vel sicut alii dicunt Victoris Turonensis episcopi“ (oder wie andere sagen des Viktor, Bischof von Tours). Diese irrige Zuschreibung – es gibt in Tours keinen Bischof mit Namen Viktor – meint wahrscheinlich den nordafrikanischen Victor, Bischof von Tunnuna, ebenfalls Autor einer Chronik.
Später kam die Handschrift an die Familie Dupuy. Claude Dupuy vererbte sie an seine beiden Söhne Pierre Dupuy und Jacques Dupuy. Da beide Bibliothekare an der Bibliothek des Königs von Frankreich waren, vermachte Jacques nach Pierres Tod 1652 ihre Bücher an diese, von der sie nach Jacques’ Tod 1657 übernommen wurden. Heute befindet sich das Manuskript im Besitz der Bibliothèque nationale de France unter der Bezeichnung Paris. lat. 4884.

## Übersetzung

### Buch 1

#### Kapitel 1
Für Kapitel 1 ergibt sich zusammen mit den Kapiteln 4, 5, 7, 8 und 9 für die Erschaffung Adams etwa das Datum 5461/0 v. Chr.
| Eintrag | Übersetzung | Jahr           |
| ------- | --- | -------------- |
| 1       | Der erste Mensch wurde von Gott erschaffen. Sein Name war Adam und seine Frau hieß Eva. Von Adam bis zur Flut Noachs waren es 10 Generationen oder 2.242 Jahre. | 5461/0 v. Chr. |
| 2       | Adam war 230 Jahre alt, als er Seth zeugte. | 5231/0 v. Chr. |
| 3       | Adam starb im Alter von 930 Jahren. | 4531/0 v. Chr. |
| 4       | Seth lebte 205 Jahre, das ergibt zusammen 435 Jahre, als er Enos zeugte. | 5026/5 v. Chr. |
| 5       | Seth starb mit 912 Jahren. | 4319/8 v. Chr. |
| 6       | Enos lebte 190 Jahre, das ergibt zusammen 625 Jahre, als er Kenan zeugte. | 4836/5 v. Chr. |
| 7       | Enos starb mit 905 Jahren. | 4121/0 v. Chr. |
| 8       | Kenan lebte 170 Jahre, das ergibt zusammen 795 Jahre, als er Mahalalel zeugte. | 4666/5 v. Chr. |
| 9       | Kenan starb mit 990 Jahren. | 3846/5 v. Chr. |
| 10      | Mahalalel lebte 165 Jahre, das ergibt zusammen 960 Jahre, als er Jered zeugte. | 4501/0 v. Chr. |
| 11      | Mahalalel starb mit 890 Jahren. | 3776/5 v. Chr. |
| 12      | Jered lebte 162 Jahre, das ergibt zusammen 1122 Jahre, als er Henoch zeugte. | 4339/8 v. Chr. |
| 13      | Jered starb mit 962 Jahren. | 3539/8 v. Chr. |
| 14      | Henoch lebte 165 Jahre, das ergibt zusammen 1287 Jahre, als er Methusalem zeugte. | 4174/3 v. Chr. |
| 15      | Henoch gefiel Gott und als er 365 Jahre alt war, wurde er entrückt. | 3974/3 v. Chr. |
| 16      | Methusalem lebte 167 Jahre, das ergibt zusammen 1454 Jahre, als er Lamech zeugte. | 4007/6 v. Chr. |
| 17      | Methusalem starb mit 969 Jahren. | 3205/4 v. Chr. |
| 18      | Lamech lebte 188 Jahre, das ergibt zusammen 1642 Jahre, als er Noach zeugte. | 3819/8 v. Chr. |
| 19      | Lamech starb mit 700 Jahren. | 3307/6 v. Chr. |
| 20      | Noach lebte 500 Jahre, das ergibt zusammen 2142 Jahre, als er drei Söhne Sem, Ham und Jafet zeugte. | 3319/8 v. Chr. |
| 21      | Als sich die Menschen zu mehren begannen auf Erden und ihnen Töchter geboren wurden, da sahen die Engel, wie schön die Töchter der Menschen waren und nahmen sich zu Frauen, welche sie wollten. Da sprach der Herr: Mein Geist soll nicht immerdar im Menschen walten, denn auch der Mensch ist Fleisch. Ich will ihm als Lebenszeit 120 Jahre geben. Es gab Riesen auf der Erde in jenen Tagen und später noch, als die Engel zu den Töchtern der Menschen eingingen und sie ihnen Kinder gebaren, wurden daraus die Riesen der Menschenwelt. Und die Erde war schlecht in den Augen Gottes, und die Erde war mit Ungerechtigkeit erfüllt und Gott sah das Schlechte auf Erden: Alles Fleisch auf Erden war verdorben und Gott sprach zu Noach: Die Zeit ist gekommen alle Dinge, die auf Erden sind mit Gewalt zu tilgen. Ich will sie und die Erde zerstören. Bau dir eine Arche aus Kanthölzern, Asphalt und Bitumen und bestreiche es innen und außen mit Pech und er befolgte dies. Und Noach tat alles, was Gott, der Herr ihm befohlen hatte. Und Noah war 600 Jahre alt, das ergibt zusammen 2242 Jahre. Es kam eine Wasserflut über die Erde für 40 Tage und 40 Nächte. Da ging alles Fleisch unter, das sich auf Erden regte an Menschen, Vieh und allem Gewürm, das auf Erden war. Alles was Odem des Lebens auf dem Trockenen hatte starb. Nach diesen Dingen verließen Noach in seinem 601. Lebensjahr und alle, die bei ihm waren, die Arche. Insgesamt waren von Adam bis zu Noachs Flut 2242 Jahre vergangen und von Noachs Flut bis zum Bau des Turmes und die Verwirrung der Sprachen vergingen sechs Generationen oder 558 Jahre. | 3219/8 v. Chr. |
| 22      | Die Söhne des Noach waren Sem, Ham und Jafet. Nach der Flut war Sem 101 Jahre alt, das ergibt zusammen 2343 Jahre, und zeugte Arfaxad. | 3118/7 v. Chr. |
| 23      | Arfaxad lebte 135 Jahre, das ergibt zusammen 2478 Jahre, als er Cainan zeugte. | 2983/2 v. Chr. |
| 24      | Cainan lebte 130 Jahre, das ergibt zusammen 2608 Jahre, als er Salam zeugte. | 2853/2 v. Chr. |
| 25      | Salam lebte 130 Jahre, das ergibt zusammen 2738 Jahre, als er Eber zeugte. | 2723/2 v. Chr. |
| 26      | Eber lebte 134 Jahre, das ergibt zusammen 2872 Jahre, als er Falech und dessen Bruder Joktan zeugte. | 2589/8 v. Chr. |
| 27      | Es gab auf der Erde nur eine Sprache und nur einen Dialekt für alle. Und als sie nach Osten zogen und zu einer ausgestreckten, fruchtbaren Ebene im Lande Sennaar kamen, blieben sie dort. Und ein Mann sagte zu seinem Nachbarn: „Lass uns Ziegel formen und diese brennen.“ Diese Ziegel benutzten sie als Steine und Bitumen als Mörtel. Und sie sprachen: "Lass uns eine Stadt und einen Turm, der bis zum Himmel reicht, bauen, so dass wir ruhmreich werden bei allen Menschen, die über die Erde verstreut leben. Und Gott der Herr kam, um die Stadt und den Turm, den die Menschenkinder errichtet hatten zu sehen. Er sprach: „Es gibt eine Sprache und einen Dialekt für alle und dies ist es was sie tun. Nichts ihrer Vorhaben wird ihnen nun unmöglich bleiben. Lasset uns herabsteigen und ihre Sprache zerstreuen, so dass niemand mehr die Sprache seines Nachbarn versteht.“ Gott verstreute die Menschen über die Erde und sie stellten den Bau der Stadt und des Turmes ein. Aus diesem Grund wurde die Stadt Verwirrung (Babel) genannt, weil der Herr hier die Sprache der ganzen Welt verwirrte und von hier die Menschen über die ganze Welt zerstreut. Zusammen sind es von Adam bis zum Turmbau und der Zerstreuung über die Erde 15 Generationen oder 2878 Jahre. | 2583/2 v. Chr. |

#### Kapitel 2
| Eintrag | Übersetzung |
| ------- | --- |
| 1       | Die Erde wurde unter den drei Söhnen des Noachs nach der Flut wie folgt aufgeteilt: Die drei Brüder Sem, Ham und Jafet wurden nach ihren Stämmen über die Erde verteilt. |
| 2       | Und der erstgeborene Sem bevölkerte die Länge von Persien und Baktrien bis nach Indien und die Breite von Indien bis Rinocorurum, der zweitgeborene Ham von Rinocorurum bis Garirum, Jafet von Midia bis nördlich von Garirum. |
| 3       | Jafet hat den Fluss Tigris, der Medien und Babylon im Lande Assur teilt. Ham hat den Fluss Geon, den wir Nil nennen. Sem hat den Euphrat. |
| 4       | Die Sprachen wurden nach der Flut verwirrt: Es sind 72 Sprachen, die verwirrt sind, wobei, die am Turm bauten in 70 Nationen mit ihren Volkssprachen über die Erde verteilt wurden. Der Riese Nebrod, der Sohn von Chus von Äthiopien, machte Jagd auf Wild zur Ernährung. |
| 5       | Dies sind die Namen der siebzig: Die Söhne Jafets, des dritten und jüngsten Sohns Noachs: Gamer aus Kappadokien und Magog aus Chaldei und Galatien und Made aus Medien und Yoias aus Griechenland und Ionien und Thobail aus Thettali und Mosoch aus Illyrien und Thiras aus Thrakien und Chattaim aus Makedonien. |
| 6       | Und die Söhne Gamers, der Sohn des Jafets, des dritten Sohns Noachs: Aschanath aus Sarmatien und Erisfan aus Rodii und Thorgaman aus Armenien. |
| 7       | Und die Söhne des Sohn des Jafets, des Sohns Noachs: Elisa aus Siculi und Thareis aus Iberien und Tyrannii und Ctici aus Rom und Latium |
| 8       | Dies waren alle Söhne Jafets, des dritten Sohns Noachs. Von diesen Völkern wurden Menschen auf die Inseln verstreut: Auf Zypern von Kittim, der Söhne Jafets. Dies sind insgesamt 15 Nationen. Bei den aus dem Norden gekommenen findet sich eine, die vom Stamm Kittim abstammt. Alle Griechen stammen von diesen ab, außer denen, die später dort wohnten, die Saiten, die in der Stadt am Meer siedelten, die Athen genannt wird. Gleichzeitig kamen mit Kadmos, dem Sohn des Agenor, Siedler aus Sidon nach Theben. Die Chalcedonii waren Siedler aus Tyros und andere, die ebenfalls in Griechenland siedelten. |
| 9       | Dies sind die Völker Jafets, des dritten Sohn Noachs, von Medien bis westlich an die nördliche Atlantikküste: Meder, Albanier, Garganier, Erräer, Armenier, Amazonen, Kolier, Korzinier, Dennagier, Kappadokier, Paphlagonier, Mariandinier, Tabarinier, Challyrier, Mossonikier, Sarmaten, Saurobatier, Maeotier, Skythen, Taurier, Thraker, Bastarnen, Illyrer, Makedonen, Griechen, Ligurier, Istrier, Hunnen, Daunier, Iapygier, Kolabrier, Oppikier, Latiner und Römer, Etrusker, Ligistinier, Keltiberer, Iberer, Gallier, Aquitanier, Illyrer, Basantier, Kyrtanier, Lusitaner, Huakkaier, Kynier, Briten, die die Insel bewohnen. |
| 10      | Diese von ihnen kennen Schrift: Iberer, Latiner, deren Schriftzeichen die Römer verwenden, Spanier, Griechen, Medier, Armenier. Ihre Grenzen reichen von Medien bis Gadeira und beinhaltet die nördlichen Gebiete. Die seitliche Abgrenzung reicht vom Fluss bis zum Fluss zu Gallipoli im Osten. |
| 11      | Ihre Länder sind folgende: Medien, Albania, Amazonien, Klein- und Großarmenien, Kappadokien, Paphlagonien, Galatien, Kolchis, Indien, Achaia, Bosporina, Maeotis, Derrhis, Sarmatien, Taurien, Bastarnia, Skythien, Thrakien, Makedonien, Dalmatia, Molchia, Thessalien, Lokris, Böotien, Aitolien, Attika, Achaia Pelepponissus, Akarnanien, Ipirotia, das leuchtende Illyrien, Adracia nach dem das Adriatische Meer benannt ist, Gallien, Tuscinia, Lysitania, Messalia, Italien, Celtica, Spanogallia, Iberien, Spania Magna. Insgesamt sind es 40 Provinzen des Jafet bis zu den Britischen Inseln im Norden: Midia Alabania Amazonia Armenia Cappadocia Paflagonia Galatia Colchus India Italia Bosporina Moetia Derris Sarmatia Tauriannia Bastarnia Scythia Thracia Macedonia Dermatia Molchia Thettalia Lucria Byotia Etolia Attica Achaia Illyria Acarnia Gallia Celtica Tuscinia Lysitania Messalia Italia Adriacia Illychinitia Ipeirotia Spanogallia Ibiria |
| 12      | Es gibt auch Inseln, die zu ihnen gehören: Sizilien, Euböa, Rhodos, Chios, Lesbos, Kythira, Zakynthos, Kephalonia, Ithaka, Kerkyra und die Inseln, die halbkreisförmig vor Asia, das Ionien genannt wird, liegen: Sizilien Euböa Chios Kephalonia Lesbos Zakynthos Ithaka Kerkyra Ionien in Asien |
| 13      | Auch der Fluss Tigris, der Medien von Babylonien trennt, gehört zu ihnen. Dies sind die Grenzen des dritten Sohnes des Noach. |
| 14      | Es folgt die Genealogie des Ham, des zweiten Sohnes Noachs. Die Söhne des Ham, des zweiten Sohnes Noachs sind: der erstgeborene Chus, von dem die Äthiopier stammen, Mestreim, von dem die Ägypter stammen, Fud, von dem die Troglodyten stammen, Chanaan, von dem die Afrikaner und Phönizier stammen. |
| 15      | Die Söhne des Äthiopiers Chus, des Sohnes des Ham, des zweiten Sohnes Noachs sind: Sabat und Eugilat und Sabascatha und Regma und Secathath. |
| 16      | Und die Söhne Regma, des Sohnes des Chus, des Sohnes des Ham, des zweiten Sohnes Noachs sind: Sebat und Iudadad. |
| 17      | Und Chus zeugte den Äthiopier, Jäger und Riese Nebrod. |
| 18      | Und die ägyptischen Länder mit dem Stammvater Mestreim sind zusammen acht. Es sind folgende: Mestreim zeugte Lydiim, von dem die Lydier stammen und Enemigim, von dem die Pamphylier stammen und Labiim, von dem die Libyer stammen und Nefthabiim, von dem die Phrygier stammen und Patrosoniim, von dem die Lykier stammen und Cathfthoriim, von dem die Kilikier stammen. |
| 19      | Die kanaanitischen Länder mit dem Stammvater Chanaan sind zusammen zwölf: Chanaan zeugte den erstgeborenen Sidon und Chetteum und Amorreum und Gergeseum und Aeggeum und Aruceum, von dem die Tripolitaner stammen und Asethneum, von dem die Orthosiasten stammen und Arudium, von dem Aradier stammen und Samareum und Ferezeum und Amathium. |
| 20      | Ihr Siedlungsraum liegt südlich der Geographische Länge von Rhinokorura bis Gadeira. Folgende Völker stammen von ihnen ab: Äthiopier, Troglodyter, Aggei, Gagarini, Isabini, Pisces Comeduli, Ellaini, Ägypter, Phönizier, Libyer, Marmariden, Karier, Psylliter, Mysier, Mosynäker, Pisidier, Autaleer, Kilikier, Mauren, Kreter, Margatäer, Numidier, Makarier, Nasamonen. |
| 21      | 32 Völker bewohnen das Land zwischen Ägypten und dem südlichen Ozean. Dies sind die Länder von ihnen, die die Schrift kennen: Phönizier, Ägypter, Pamphylier, Phrygier. Die Grenzen Hams erstrecken sich von Rhinokorura, das in Syrien liegt, und Äthiopien bis Gadeira. Die Provinzen sind folgende: Ägypten und alles was darum liegt, Äthiopien, dass Richtung Indien liegt und das weitere Äthiopien was östlich bis zum äthiopischen Fluss Geon, der Roter Nil genannt wird, liegt, die Thebais, das ganze Libyen bis nach Korkyna, Marmarica und alles was darum liegt, die drei Völker, die an der Großen Syrte wohnen: Nasamonen, Makas, Tautameus, weiteres Libyen bis an die Kleine Syrte, Numidien, Massyris, Mauretanien bis nach Eracleoticum bis zur Grenze zu Garirum. |
| 22      | Die nördlich des Meeres wohnen sind folgende: Kilikier, Pamphylier, Pisidier, Mysier, Lygdonier, Phrygier, Kamilier, Lykier, Karier, Lydier, Troasier, Äolien, die alten Bithynier, die Phrygier genannt werden. Es sind insgesamt 13 Provinzen: Cilicia Pamphylia Pisidia Mysia Ligdonia Frygia Camilia Lycia Karia Lydia Troada Eolia Bithynia |
| 23      | Dies sind die Inselstaaten: Corsula, Lapanduoa, Gaula, Melitia, Cercina, Minna, Taurana, Sardana, Galata, Gorsuna, Crita, Gauloroda, Thira, Cariatha, Asta vetera, Chius, Lesbus, Teneda, Iambra, Iasa, Samus, Cous, Cnidus, Nisyra, das große Zypern. Insgesamt 25 Inseln. |
| 24      | Die den Fluss Geon, der Nil genannt wird, bewohnen, der Ägypten und Äthiopien durchfließt. Geteilt werden Ham und Jafet am westlichen Rand des Meeres. Dies ist die Genealogie von Ham, des zweiten Sohns von Noach. |
| 25      | Genealogie von Sem, dem erstgeborenen Sohns Noachs. |
| 26      | Von Sem, dem erstgeborenen Sohns Noachs, entstammen 25 Völker. Diese leben im Osten: Elam, von diesem kommen die Elamiter und Asur, von diesem kommen die Assyrer und Arfarad, von diesem kommen die Chaldäer und Lud, von diesem kommen die Alazonier und Futh, von diesem kommen die Perser und Aram, von diesem kommen die Yantier. |
| 27      | Und die Söhne des Aram, des Sohnes Sems, des Sohnes Noachs waren: Hul, von dem die Lydier entstammen und Gather, von dem die Gasfinii abstammen und Mosoch, von dem die Mossinii abstammen. |
| 28      | Und Arfaxad zeugte Cainan, von ihm stammen die Samariter im Osten. Cainan zeugte Salathee, von ihm stammen die Salathii. Und Salathee zeugte Eber, von ihm stammen die Ebrei. Eber wurden zwei Söhne geboren: Falec, aus dieser Linie entstammt Abraham, und sein Bruder Ectam. Ectam zeugte Ermodad, dem die Inder geboren wurden und Saleph, dem die Baktrier geboren wurden und Aram, von dem auch die Araber abstammen und Iduram, von dem auch die Milii abstammen und Ethil, von dem die Arier abstammen und Abimeil, von dem die Yrcanii abstammen und Declam, von dem die Cedrysii abstammen und Gebal, von dem die Skythen abstammen und Sabal, von dem die Adamosynii abstammen und Huir, von dem die Armenier abstammen und Eugee, von dem die Nackten Menschen abstammen. Diese entstammen alle Sem, dem erstgeborenen Sohns Noachs. |
| 29      | Die Söhne von Sem im Gebiet von Baktrien bis Rhinokorura, welches von Syrien bis Ägypten und dem Roten Meer reicht, und vom Ausgang (des Bubastis-Kanals?), wo Arsinoë liegt, bis Indien. Dies sind die Länder, die von ihnen abstammen: Die Hebräer, auch Juden genannt, die Perser, die Meder, die Poeni, die Arier, die Assyrer, die Hyrkanier, die Inder, die Magardi, die Parther, die Germani, die Elamiten, Cossei, die Vorderaraber, die Gedrosier, die ersten Araber, die Gymnosophisten. Ihr Wohnraum erstreckt sich bis Rhinokorura und Kilikien. |
| 30      | Diese von ihnen haben eine Schrift: die Hebräer, auch Juden genannt, die Perser, die Meder, die Chaldäer, die Inder, die Assyrer. Das Siedlungsgebiet der Söhne Sems, des erstgeborenen Sohnes Noachs, reicht in der geografischen Länge von Indien bis Rhinokorura und in der Breite von Persien und Baktrien bis Niederindien. |
| 31      | Die Namen der Provinzen der Söhne des Sem sind folgende: Persien mit allen seinen unterworfenen Völkern, Baktrien, Hyrkanien, Babylonien, Cordilia, Assyrien, Mesopotamien, Vorderarabien, Elymea, Indien, Berühmtes Arabien, Koilesyrien, Kommagene und Phönizien, die von Sem abstammen. Persien Baktrien Hyrkanien Babylonien Gordiene Assyrien Mesopotamien Phönizien Vorderarabien Berühmtes Arabien Elymais Rhinokorura Gedrosien Kommagene Indien |
| 32      | Diese 72 Völker sind alle Nachkommen der Söhne des Noachs: Die Stämme, die von Gott nach ihren Sprachen über die ganze Erde verstreut wurden zu Lebzeiten von Falec und dessen Bruder Ectam als der Turm gebaut und die Sprachen verwirrt wurden, sind folgende: 1. Hebräer oder Juden 2. Assyrer 3. Chaldäer 4. Midier 5. Perser 6. Vordere und Glückliche Araber 7. Vordere und Nachfolgende Midianiter 8. Adiabenen 9. Taiani 10. Salamossini 11. Sarazenen 12. Mager 13. Caspiani 14. Albaner 15. Vordere und Nachfolgende Inder 16. Vordere und Nachfolgende Äthiopier 17. Ägypter und Thebaner 18. Libyer 19. Chotthei 20. Chananei 21. Ferezei 22. Eugei 23. Amurriter 24. Gergesei 25. Jebusiter 26. Idomei 27. Samarier 28. Phönizier 29. Euri 30. Kilikier oder Tarsener 31. Kappadokier 32. Armenier 33. Iberier 34. Bibrani 35. Skythen 36. Kolchier 37. Sanni 38. Bosporaner 39. Asier 40. Issaurii 41. Lykaonier 42. Pisidier 43. Galater 44. Paphlagonier 45. Phrygier 46. Griechen oder Achaea 47. Thessalier 48. Makedonier 49. Thraker 50. Mysier 51. Bessi 52. Dardaner 53. Sarmaten 54. Germanen 55. Pannonier 56. Noriker 57. Dalmatier 58. Römer oder Cittei 59. Ligurer 60. Gallier oder Kelten 61. Aquitanier 62. Britannier 63. Spanier oder Tyranni 64. Mauren 65. Macuaci 66. Getuli 67. Afrikaner 68. Mazici 69. Äußere Garamanten 70. Boradii 71. Celtionii 72. Äußere Garamanten, die sich bis Äthiopien erstrecken Es sind insgesamt 72 Völker. Gott, der Herr, verstreute jene Völker über die ganze Erde nach ihren Sprachen. Insgesamt 72 Völker. |

#### Kapitel 3
| Eintrag | Übersetzung |
| ------- | --- |
| 1       | Und ich werde noch dies verkünden: Wer die unbekannten Völker sind, ihre Identität, ihre Grenzen und Siedlungen und welche Länder an sie angrenzen. Sie werden in der Reihenfolge von Ost nach West behandelt. |
| 2       | Die persischen und medischen Siedler wurden die Parther und die friedlichen Völker um sie herum bis nach Mittelsyrien. |
| 3       | Die arabischen Siedler wurden die berühmten Araber, von diesen wird Arabien von allen das berühmte genannt. |
| 4       | Die chaldäischen Siedler wurden die Mesopotamier. |
| 5       | Die midianitischen Siedler wurden die Cinedocolpitas und Troglodyten und Ichthyophagen. |
| 6       | Die Völker und Namen der Griechen sind fünf: Ionier, Arkader, Böoter, Äolier, Lakonier. Ihre Siedler wurden die Pontosgriechen und Bithynier, Trojaner und Asier, Karier und Lykier, Pamphylier, Kyrener und die Bewohner der vielen Inseln, die die elf Kykladen genannt werden und im Myrtoischen Meer liegen. Diese sind: Andros, Tinos, Tio, Naxos, Kea, Kuros, Delos, Sifnos, Nerea, Cyrnus, Marthum. Andrus Naxus Curus Dilus Tio Ceus Nirea Tinus Cyrnus Sifnus Marathu                                                                                             |
| 7       | Es gibt noch zwölf weitere große Inseln, auf denen es viele Städte gibt, die Sporaden genannt werden und von Griechen bewohnt werden. Diese sind: Euböa, Kreta, Sizilien, Zypern, Kos, Samos, Rhodos, Chios, Thassos, Limnos, Lesbos, Samothraki Eubya Sicilia Cous Thassus Limnus Samothraci Crita Cyprus Tamus Rodus Chius Lesbus Griechische Inseln, die man Sporaden nennt. |
| 8       | Euböa wurde nach den Böotiern benannt, genauso wie die 16 ionischen Städte nach Ioniern benannt wurden. Diese sind: Klazomenai, Mytilini, Phokaia, Priene, Erythrai, Samos, Teos, Kolophon, Chios, Ephesos, Smyrna, Perinthus, Byzantius, Chalcedona, Pontus, Amissus Eleuthera Mitylyna Chius Erythra Colofa Efesus Zayrna Focea Tamus Perinbus Byzantius Chalcedona Priinnia Teus Pontus Amissus Eleuthera |
| 9       | Von den Römern oder Cittei stammen sieben Völker und Siedler: Etrusker, Aemilia, Sikanen, Campani, Apulisii, Calabrii, Lukaner |
| 10      | Von den Afrikanern stammen fünf Völker und Siedler: Nebdini, Cnithi, Numidier, Sii, Nasamonen |
| 11      | Sie besitzen auch Städte auf fünf Inseln: Sardinien, Korsika, Djerba, Kerkenna, Galite Sardina Corsica Cercina Girba Galata |
| 12      | Von den Mauren stammen drei Völker und Siedler: Mosulami, Tingitaner, Sarinei |
| 13      | Von den Spaniern oder Tyrinniorum, die auch Paraconnisii genannt werden, stammen fünf Völker und Siedler: Lusitanier, Baeticaner, Autrigonen, Basken, Gallaecia, die auch Asturen genannt werden. |
| 14      | Von den Galliern, die auch Narbonenser genannt werden, stammen vier Völker und Siedler: Lugdunenser, Belger, Sequaner, Haeduer |
| 15      | Von den Germanen stammen fünf Völker und Siedler: Markomannen, Bardunii, Quaden, Berdilii, Hermunduren |
| 16      | Von den Sarmaten stammen zwei Völker und Siedler: Amaxobier und Grecosarmaten |
| 17      | Dies sind die Völker und ihre Auswanderer, die über die ganze Erde verstreut sind. |
| 18      | Mein Bestreben ist es, die unbekannten Völker und ihre Städte und besonderen Berge und die wichtigsten Flüsse anzuführen, damit sie nicht in Vergessenheit geraten. |
| 19      | Beginnen wir mit den unbekannten Völkern in der Reihenfolge ihrer Heimat vom Sonnenaufgang zum Sonnenuntergang. |
| 20      | Die Adiabenen wohnen jenseits Inner-Arabien, die Tainaii wohnen jenseits dieser, die Alamosyni wohnen jenseits der Araber in Inner-Arabien, die Saccini wohnen jenseits der Taones, die Albaner wohnen jenseits des Kaspischen Tores, die Grossmidianiter, die von Moses unterworfen wurden, wohnen am Roten Meer. Die Mittleren Medianiter jenseits des Roten Meeres regierte Raguel oder Iothor, der Schwiegervater von Moses. |
| 21      | Jenseits Kappadokiens wohnen zur Rechten Armenier und Iberier und Birrani und zur Linken Skythen und Kolchier und Bosporani. Sanni, die auch Sanningi genannt werden, erstrecken sich bis Pontus, wo die Mündung des Apsaros ist und Sebastopol und Causolimin und den Fluss Phasis. Diese Völker erstrecken sich bis Trapezutum. Zur Linken wohnen noch die Nauthi und die Laboote. |
| 22      | Es gibt 12 nennenswerte Berge außer dem Berg Sinai von dem der Geist Gottes herabstieg. Diese sind der Libanon in Syrien zwischen Byblos und Beirut, der Kaukasus in Skythien, das Taurusgebirge in Kilikien und Kappadokien, der Atlas in Libyen, der Parnass in Fokida, der Kithairon in Böotien, der Helikon in Teumiso, Parthenius auf Euböa, Nysseus in Arabien, Lycabantus in Italien und Gallien, Pelinneo oder Mimas auf Chios, Olymp in Makedonien. Libanus CauCasus Taurus Atlanticus Parnasus Citherus Eliconius Parthenius Nysseus Lycabantus Pinnius Olympius |
| 23      | Nach der Nennung der Berge der Erde ist es nötig, die wichtigsten Flüsse aufzuzählen. Es gibt 40 Flüsse: Indus oder Fison und Nil oder Geon, Tigris und Euphrat, Jordan, Kifisos, Don, Ismenos, Erymanthos, Halys, Asopos, Thermodon, Erasinos, Rius, Borysthenes, Alfios, Taurus, Evrotas, Mäander, Axios, Pyramos, Orontes, Danube, Hebros, Sangarius, Acheloos, Pinios, Evinos, Sperchios, Kaystros, Simoïs, Skamandros, Strymon, Parthenios, Ister, Rhein, Baetis, Rhone, Eridanos, Beus, Thubiris oder Tiber. Es sind insgesamt 40 wasserführende Flüsse.             |
| 24      | Arboruitae Fluens Aqua Die Meere und Flüsse treffen sich und vereinigen ihre Stimmen. |

#### Kapitel 4
| Eintrag | Übersetzung | Jahr              |
| ------- | --- | ----------------- |
| 1       | Nachdem dies dargestellt wurde, ist die Zeit gekommen mit dem in der Chronik dargestellten Zeitverlauf fortzufahren. Von Adam bis Noachs Flut sind 10 Generationen oder 2242 Jahre vergangen. | 3219/8 v. Chr.    |
| 2       | Und von Noachs Flut bis zum Turmbau und der Verwirrung der verschiedenen Sprachen sind sechs Generationen oder 558 Jahre vergangen, das ergibt zusammen 2800 Jahre. | 2661/0 v. Chr.    |
| 3       | Und von der Aufteilung der Erde bis Abraham Isaac zeugte sind sechs Generationen oder 603 Jahre (richtig wäre 613) vergangen. | 2048/7 v. Chr.    |
| 4       | Nach der Aufteilung der Erde war Falech 100 Jahre alt, das ergibt zusammen 2900 Jahre, und zeugte Ragau. Zu seiner Zeit geschah die Teilung. Falech bedeutet übersetzt Teilung. | 2561/0 v. Chr.    |
| 5       | Ragau lebte 132 Jahre, das ergibt zusammen 3032 Jahre, und zeugte Seruch. | 2429/8 v. Chr.    |
| 6       | Seruch lebte 132 Jahre, das ergibt zusammen 3164 Jahre, und zeugte Nachor. | 2297/6 v. Chr.    |
| 7       | Nachor lebte 79 Jahre, das ergibt zusammen 3243 Jahre, und zeugte Tharam | 2218/7 v. Chr.    |
| 8       | Thara lebte 70 Jahre, das ergibt zusammen 3313 Jahre, und zeugte Abraham. | 2148/7 v. Chr.    |
| 9       | Abraham war 75 Jahre alt, das ergibt zusammen 3388 Jahre, als Gott ihm befahl, das Haus seines Vaters zu verlassen und ins Land Chanaan zu ziehen. | 2073/2 v. Chr.    |
| 10      | Abraham wohnte in Chanaan weitere 25 Jahre, das ergibt 100 Jahre, und zeugte Isaac. Insgesamt ergibt das von Adam bis Abraham Isaac zeugte 3413 Jahre. Befehl Abraham Altar Isaac Baum Sabec Opfer Als Abraham Isaac zeugte, regierte der erste syrische König Belus für 62 Jahre, in Sikyon regierte Egialeus und in Ägypten Pharao Arouth. Das ergibt, von Adam bis Abraham Isaac zeugte, zusammen 21 Generationen oder 3413 Jahre.                                                            | 2048/7 v. Chr.    |
| 11      | Und von Abraham bis zum Exodus der Söhne Israels durch Moysen vergingen sechs Generationen oder 443 Jahre. | 1605/4 v. Chr.    |
| 12      | Abraham war 100 Jahre alt, als er Isaac zeugte, das sind seit Adam zusammen 3413 Jahre. | 2048/7 v. Chr.    |
| 13      | Isaac lebte 60 Jahre, das ergibt zusammen 3473 Jahre, und zeugte Iacob. | 1988/7 v. Chr.    |
| 14      | Iacob lebte 83 Jahre, das ergibt zusammen 3556 Jahre, und zeugte Leui und seine Brüder. | 1905/4 v. Chr.    |
| 15      | Leui lebte 45 Jahre, das ergibt zusammen 3601 Jahre, und zeugte Caath. | 1860/59 v. Chr.   |
| 16      | Caath lebte 40 (richtig wäre 60) Jahre, das ergibt zusammen 3661 Jahre, und zeugte Ambram. | 1800/1799 v. Chr. |
| 17      | Ambram lebte 75 Jahre, das ergibt zusammen 3736 Jahre, und zeugte Moysen und Aaron und ihre Schwester Mariam. | 1725/4 v. Chr.    |
| 18      | Moysen lebte 80 Jahre, das ergibt zusammen 3816 Jahre, als er vor den Pharao, der über Ägypten herrschte, und Gott, der Herr Zeichen und Wunder durch die Hand Moyses vollbrachte und zehn Plagen über Ägypten brachte. Er führte die Kinder Israels mit starker Hand aus Ägypten und durchquerte zu Fuß das Rote Meer und die Wüste. Rotes Meer Die Kinder Israels durchqueren das Rote Meer. Sonnenaufgang Rauchsäule Feuersäule Dies sind Manna Stimme Wachteln Aaron Moyses Hebräisches Volk | 1645/4 v. Chr.    |
| 19      | Und die Kinder Israels aßen in der Wüste Sinai für 40 Jahre Manna, das ergibt zusammen 3856 Jahre. Von Adam bis zum Tode Moyses sind 3856 Jahre vergangen. In den Tagen von Moyses regierte Froneus zusammen mit Inachum über Argos, Leucyppus regierte in Sikyon, Eretheus regierte in Athen, Hilochus regierte in Assyrien und Petessonsius Pharao in Ägypten und der Westen war ohne Königreich. Insgesamt sind von Adam bis zum Tode von Moyses 26 Generationen oder 3856 Jahre vergangen.   | 1605/4 v. Chr.    |
| 20      | Und vom Tode Moyses bis zum Tode von Hiesu, dem Sohn des Nuns, und Finees vergingen 54 Jahre. | 1551/0 v. Chr.    |

#### Kapitel 5
| Eintrag | Übersetzung | Jahr             |
| ------- | --- | ---------------- |
| 1       | Nach dem Tode von Moyses und Aaron legte Gott, der Herr seinen Geist über Hiesu, den Sohn des Nuns und das Volk der Söhne Israels überschritt den Fluss Jordan und sie rissen die Mauern von Jericho ein. Und er verjagte vor den Augen der Söhne Israels die Kanaaniten und die Hethiter und die Eugeum und die Ferezeum und die Amorreum und die Gergeseum und die Hiebuseum. Und er war 31 Jahre in dem Land, in das er eingefallen war: 6 Jahre eroberte er das Land und 25 Jahre besaßen sie das Land anderer, das sind insgesamt 31 Jahre. Insgesamt sind das seit Adam 3887 Jahre. | 1574/3 v. Chr.   |
| 2       | Und nach dem Tode von Hiesu, dem Sohn des Nuns, leitete Finees, der Priester, das Volk für 23 Jahre, das sind zusammen 54 Jahre. Das sind insgesamt seit Adam bis zum Tode von Hiesu, Sohn des Nuns, und dem Priester Finees 3910 Jahre. Das hebräische Volk überquert den Jordan. | 1551/0 v. Chr.   |
| 3       | Und von dem Tod des Hiesu und Finees bis zum Beginn der Priesterschaft von Heli und dem Ende der Richter, der Söhne Israels vergingen 430 Jahre (nach späteren Angaben sind es 445 Jahre): | 1121/0 v. Chr.   |
| 4       | Nach dem Tode von Hiesu und Finees sündigte das Volk der Söhne Israels vor Gott und er übergab sie Chusatheri, dem König von Mesopotamien, und sie dienten ihm 9 Jahre, das sind zusammen 3919 Jahre. | 1542/1 v. Chr.   |
| 5       | Und sie riefen Gott an und Gott erhob ihnen als Anführer Gothonial, der jüngere Bruder Chalebs, vom Stamme Juda. Dieser kämpfte im Krieg mit Chusatheri und tötete ihn, und Gothonial richtete 34 Jahre über das Volk, dies sind zusammen 3953 Jahre. | 1508/7 v. Chr.   |
| 6       | Und abermals sündigte das Volk gegen Gott und Gott übergab sie an Eglom, den König der Moabiter, und die Söhne Israels diente ihm 18 Jahre. Dies sind zusammen 3971 Jahre. | 1490/89 v. Chr.  |
| 7       | Als sie sich wieder Gott zu wandten, erhob er ihnen Naoth vom Stamm Ephraim zum Anführer und er tötete Eglom und er führte das Volk 55 Jahre an. Das sind zusammen 4026 Jahre. | 1435/4 v. Chr.   |
| 8       | Nach dem Naoth die Kinder Israels gerichtet hatte, richtete sein Sohn Semegas Israel für 25 Jahre. Das sind zusammen 4051 Jahre. In den Tagen, als Naoth und sein Sohn Semegas Richter waren, ist überliefert, dass Promitheus und Epimitheus und Atlas und der Seher Argos lebten, auch Deucalios und nach diesen kam nach griechischer Überlieferung die Flut. Promitheus formte Menschen wie Hexen es tun, doch formte er, weil er sehr weise war, Kindern gleiche unwissende Menschen. Atlas, der Bruder des Promitheus, war ein beliebter Astronom, der bei seinen Studien den Himmel herab gebracht bekam. Der Dichter Euripidus sagt, dass Atlas sich über den Wolken befindet. Epimitheus nennt man den Erfinder der Leier und aller Musikinstrumente. | 1410/09 v. Chr.  |
| 9       | Nach dem Tode der Richter Naoth und Semega sündigte das Volk erneut gegen Gott, den Herrn, und Gott, der Herr, übergab sie in die Hände von Iabi, den König von Assyrien, und sie dienten ihm 20 Jahre. Das sind zusammen 4071 Jahre. | 1390/89 v. Chr.  |
| 10      | Zu seiner Zeit weissagte Deborra, die Frau des Lafiu, und durch sie führte Barach, der Sohn des Amino, vom Stamm der Naftali, die Kinder Israels an. Er kämpfte gegen Sisara, den Heerführer des Iabis und besiegte diesen. Und regierte über die Kinder Israels und Deborra und Barach richteten über sie für 40 Jahre. Das sind zusammen 4111 Jahre. In den Tagen von Deborara und Barach passierten alle Dinge um Zeus, die geschrieben stehen. Damals regierte Cecrops in Athen, der Dipsyis genannt wird, für 50 Jahre. Er wurde Dipsyis genannt, weil er groß war. | 1350/49 v. Chr.  |
| 11      | Nach dem Tode von Deborra und Barach sündigte das Volk erneut gegen Gott und Gott, der Herr, übergab sie in die Hände von Orib, dem Midianiter und sie dienten ihm 7 Jahre. Das sind zusammen 4118 Jahre. | 1343/2 v. Chr.   |
| 12      | Dann erhob Gott Gedeon, der mit 300 Mann Oreb und Zeb tötete und 12.000 Fremde. Und Gedeon richtete Israel für 40 Jahre. Das sind zusammen 4158 Jahre. In den Tagen von Gedeon herrschten laut Aufzeichnungen Zethus und Afius, die Söhne des Zeus und die Geschichten um Ganymed und Perseus und Dionysos trugen sich zu. Amfius, ein Nachkomme des Kadmos regierte die Thebaner und errichtete die Mauern von Theben. | 1303/2 v. Chr.   |
| 13      | Nach Gedeon regierte sein Sohn Abimelech die Kinder Israels und richtete Israel für 3 Jahre. Das sind zusammen 4161 Jahre. | 1300/299 v. Chr. |
| 14      | Und nach diesem wiederum regierte Thola, der Sohn des Pila, des Sohnes des Charram vom Stamm der Efraim die Kinder Israels und er richtete Israel für 23 Jahre. Das sind zusammen 4184 Jahre. Nach der Überlieferung lebten in seinen Tagen Lykurgos und Aktaion und Pelops. | 1277/6 v. Chr.   |
| 15      | Und nach dem Tode Tholas, des Sohns des Fila, erhob sich Iaher, ein Gileader vom Stamm Manasse, und richtete über Israel für 22 Jahre. Das sind zusammen 4202 Jahre (richtig wäre 4206 Jahre). | 1255/4 v. Chr.   |
| 16      | Und nach dem Tode des Anführers Iaher sündigten die Kinder Israels abermals vor Gott und wurden den Ammonitern in die Hände gegeben und sie dienten ihnen 18 Jahre. Das sind zusammen 4224 Jahre. | 1237/6 v. Chr.   |
| 17      | Und sie riefen wieder Gott an und er erhob den Führer Iefthe ein Gileader vom Stamm Manasse und er befreite sie und führte das Volk 6 Jahre an. Das sind zusammen 4230 Jahre. | 1231/0 v. Chr.   |
| 18      | Und danach richtete Eglom, der Sebulonite für 10 Jahre. Das sind zusammen 4240 Jahre. | 1221/0 v. Chr.   |
| 19      | Und nach diesem richtete Esbal, der Bethlehemiter vom Stamm Juda und richtete 7 Jahre über Israel. Das sind zusammen 4247 Jahre. | 1214/3 v. Chr.   |
| 20      | Und nach diesem führte Abdon, der Sohn des Ella, der Piratoniter vom Stamm Ephraim, das Volk und richtete Israel für 8 Jahre. Das sind zusammen 4255 Jahre. | 1206/5 v. Chr.   |
| 21      | Und nach diesem sündigte das Volk abermals gegen Gott und Gott gab sie in die Hände der Philister und Fremden und sie dienten ihnen 40 Jahre. Das sind zusammen 4295 Jahre. In diesen Tagen wurde Solis erbaut und es wurde überliefert, dass die Mauern von Dardanos errichtet wurden, in der Darius und nach diesem Laomedus und Sarpidus und Siamus, der gelehrte König, regierten. | 1166/5 v. Chr.   |
| 22      | Danach kehrten die Kinder Israels wieder zu Gott zurück. Gott erhob Sampson, den Sohn des Manoe vom Stamm Dan. Dieser besiegte das Fremdvolk und richtete Israel für 20 Jahre. Das sind zusammen 4315 Jahre. In den Tagen des Richters Sampson steht geschrieben lebten Dedela und Atrea und Thyesten, ebenfalls auch Orfeus und Musaios wurden genannt und was Eraclem betrifft und ihre Taten über die der Geschichtsschreiber Apollonius schrieb. | 1146/5 v. Chr.   |
| 23      | Und nach dem Tode Sampsons blieben sie ohne Anführer und Frieden für 40 Jahre. Das sind zusammen 4355 Jahre. Und danach richtete der Priester Heli Israel. Zu dieser Zeit wurde Solis von den Acheis erobert und die Dardanischen Mauern wurden eingerissen. Bis zu dieser Zeit behaupteten sich die Richter in Israel. Für die Richter war die Zeit in Israel nach erfolgreichen Generationen, die jedoch ohne Stammbaum blieben, beendet. | 1106/5 v. Chr.   |

#### Kapitel 6
Für Kapitel 6 ergibt sich für die Erschaffung Adams etwa das Datum 5573/2 v. Chr. Dies ist eine Diskrepanz von etwa 112 Jahren zu den anderen Kapiteln des ersten Buches.
| Eintrag | Übersetzung | Jahr           |
| ------- | --- | -------------- |
| 1       | Als wir den Zeitabschnitt der Richter betrachtet haben, nannten wir jene, die als Kinder des Zeus beschrieben wurden. Picus, der Urenkel des Cronu, beherrschte zu dieser Zeit die westlichen Gebiete. Cronu, sein Vater, besaß die westlichen Teile der aufgeteilten Welt, da sie ohne Städte und ohne Herrscher waren. Vieles wurde dazu geäußert und wurde nicht gedeutet. Nach der Vernichtung von Cronu regierte gemäß den Jahrestafeln sein Enkel Picus einige Zeit als erster in Italien, den manche für Serapis halten, andere für den olympischen Zeus, noch andere für Pluton, Herr der Unterwelt und andere für Chthonium Poseidon. Diese Namen bezeichnen ihn alle, da er viel Einfluss auf alles hatte. Dieser aber regierte in der Jugend in Assyrien und wurde dort Ninus genannt und gründete die assyrische Stadt Ninive. Seine Gattin Semimaris aber war eine böse Frau und heuchlerisch und unkeusch, die sie Ream nannten, andere wiederum Iram Zygia (Schutzherrin der Hochzeit) und andere vielgestaltige Nemesim und die anderen Hekate Chthonia (der Unterwelt) wegen ihrer häufigen Schrecklichkeit. Er übergab die Herrschaft allerdings an seine Ehefrau und ging nach Westen und wurde dort Herrscher. Denn alle Gegenden dort waren ohne Städte und ohne König, wie die Geschichtsschreibung berichtet. Zu dieser Zeit entdeckte Picus, der Urenkel des Cronu, dieses frei gebliebene Land und herrschte für 80 Jahre über die in Besitz genommene Heimat. Und er verdrehte den vornehmen Frauen durch Magie und böse Kunst den Kopf und verführte sie und die Frauen waren verzaubert und machten Häuser und Wohnorte für ihn und fertigten sehr viele Skulpturen von ihm nach seinem Wohlgefallen und wie ein Gott hatte er sexuellen Umgang mit ihnen und sie verehrten ihn wie ein Gott. | 1393/2 v. Chr. |
| 2       | Nach dessen Untergang regierte sein Sohn Faunus über Italien für 35 Jahre. Er wurde ein frevelhafter und sehr tüchtiger Mensch. Damals stieg er nach Ägypten herab und dort blieb er und legte die königlichen Gewänder an. Und die Ägypter hielten ihn für einen Weisen wegen Magie und Übeltaten, die er vortäuschte und ihnen Zweifelhaftes und Weissagungen nannte, Vogelerzählungen und Wiedehopfankündigungen und das Wiehern der Pferde und Todesvorhersagung und andere viele Übel. Und die Weisen der Ägypter erkannten in ihm einen Mathematiker großen Redner. Sie verehrten ihn als Hermem terbeatissimum weil er ihre Sprache besonders gut erlernt hatte, zugleich aber auch mächtig und reich und den Göttern ein unterwürfiger Diener. Er regierte dort 35 Jahre. | 1358/7 v. Chr. |
| 3       | Das sind zusammen seit Adam bis zum Beginn der Regierung von Picus, den man für Serapis, den Urenkel des Cronu hält, 4100 Jahre. | 1473/2 v. Chr. |
| 4       | Damals kam Eraclius aus Spanorum zurück und legte Teile seiner Waffen in Rom auf dem Forum Boarium ab und schloss sie in einem Tempel ein. Sie sagen nämlich, dass Eraclius in Latothibis Sohn des Zeus und der Aliminius war. Und floh vor Erysthea, dem König von Thibeorum, er segelte mit seinem Gefolge davon und herrschte über die westlichen Gegenden. Er machte goldene bekleidete Statuen von sich in den äußersten westlichen Gebieten, wie es sie noch heute gibt. Für die ihn auch der Dichter Eurypidus erwähnt. Er hatte aber auch einen Sohn mit Ipsa, der Tochter des Tempelwärters Aleus, Telefonus, der auch Latinus genannt wird. Eraclius regierte für 38 Jahre. | 1173/2 v. Chr. |
| 5       | Nach dem Tode Eraclius sein Sohn Telefus, der auch Latinus genannt wird, regierte in der Provinz 18 Jahre und nach seinem Namen wurden die Römer, die auch Cittei genannt werden, Latinos genannt, wie sie bis auf den heutigen Tag Latini genannt werden. | 1155/4 v. Chr. |
| 6       | Zu jener Zeit der Phryger Eneas, der Sohn des Anchisso und der Afroditis, kam von Libyen und traf sich mit Latinus und führte Krieg mit den Rutullos. Und in diesem Krieg wurde Latinus getötet und seine Oberherrschaft übernahm Eneas und gründete die Stadt Libyniam zum Ruhm der Libyerin Dido. Eneas regierte nach der Aufgabe von Solis 19 Jahre seit der Verwüstung Solis und er lebte im Königreich 38 Jahre. | 1117/6 v. Chr. |
| 7       | Nach Eneas Tod sein Sohn Ascanius regierte dort 35 Jahre und gründete Albaniam und errichtete das Königreich Albanien. | 1082/1 v. Chr. |
| 8       | Nach Ascanius Tod Albas Postumius, der Enkel Eneas, regierte für 36 Jahre und gründete Silvem. Nach diesem wurden die darauffolgenden Könige Silvani genannt. | 1046/5 v. Chr. |
| 9       | Könige, die ab Alba im Westen regierten sind diese: Albus Silvius, Eneas Enkel 36 Jahre | 1046/5 v. Chr. |
| 10      | Tittus Silvius regierte 38 Jahre | 1008/7 v. Chr. |
| 11      | Francus Silvius regierte 53 Jahre | 955/4 v. Chr.  |
| 12      | Latinus Silvius regierte 56 Jahre | 899/8 v. Chr.  |
| 13      | Procnax Silvius regierte 46 Jahre | 853/2 v. Chr.  |
| 14      | Tarcynius Silvius regierte 18 Jahre | 835/4 v. Chr.  |
| 15      | Cidenus Silvius regierte 35 Jahre | 803/2 v. Chr.  |
| 16      | Abintinus Silvius regierte 21 Jahre | 782/1 v. Chr.  |
| 17      | Rimus Silvius regierte 29 Jahre | 753/2 v. Chr.  |
| 18      | Nach diesen regierte Romulus in Rom und gründete Rom und gab den Römern Gesetze und lehrte sie Rechtsprechung. Seit Adam bis zum Beginn der Herrschaft von Romulus, der Rom gründete, sind insgesamt 4820 Jahre vergangen. | 753/2 v. Chr.  |
| 19      | 1. Ohne Zweifel regierte Romulus, nach dem die Römer benannt wurden und der Rom gründete, als erster in Rom. Und regierte für neuneinhalb Olympiaden: das sind 38 Jahre. Das sind zusammen 4858 Jahre. | 715/4 v. Chr.  |
| 20      | 2. Nach diesem regierte Nummas Pompius für 41 Jahre. Das sind zusammen 4899 Jahre. Dieser entwickelte als erster Münzen und bis heute wird der Denarius nach ihm Münze (Nummus) genannt. | 674/3 v. Chr.  |
| 21      | 3. Nach diesem regierte in Rom Tullius Servilius für 32 Jahre. Das sind zusammen 4931 Jahre. | 642/1 v. Chr.  |
| 22      | 4. Nach diesem regierte in Rom Lucius Tarcynius für 23 Jahre. Das sind zusammen 4954 Jahre. | 619/8 v. Chr.  |
| 23      | 5. Nach diesem regierte in Rom Titus Superbus für 38 Jahre. Das sind zusammen 4992 Jahre. | 581/0 v. Chr.  |
| 24      | 6. Nach diesem regierte in Rom Iulius Serugius für 44 Jahre. Das sind zusammen 5036 Jahre. | 537/6 v. Chr.  |
| 25      | 7. Nach diesem regierte in Rom Cyuntus, der Sohn des Tarcynius, für 35 Jahre. Das sind zusammen 5071 Jahre. | 502/1 v. Chr.  |
| 26      | Insgesamt regierten die sieben römischen Könige von Romulus für 255 Jahre (richtig wäre 251 Jahre) und seit dem Beginn des Latini, der der Sohn des Eraclius ist, sind es 680 Jahre (richtig wäre 671 Jahre). Dies sind die Könige, die in Rom regierten und über den ganzen westlichen Teil der Erde. Nach diesen gab Gott der Herr die Herrschaft über das römische Land in die Hände der Assyrer, Chaldäer und Perser und Meder. Und das Land war Tributpflichtig zu Assyrien und Rom blieb ohne Königsherrschaft bis Gott Alexander von Makedonien, den Gründer, emporhob. Dieser nämlich kämpfte gegen den persischen König und besiegte diesen. Und der Herr gab die Herrschaft über Assyrien in seine Hände und er übernahm ihre Herrschaftsgewalt und er unterwarf die Städte der Perser und Meder und befreite das ganze Land der Römer und Griechen und Ägypter von der chaldäischen Knechtschaft und erließ Gesetze für die Welt. |                |
| 27      | Insgesamt sind es von Adam bis zum Beginn von Romulus, der Rom gründete, 4820 Jahre | 753/2 v. Chr.  |
| 28      | und vom Beginn von Romulus bis Cyintus Tarcinius 250 Jahre (richtig wäre 251 Jahre). | 502/1 v. Chr.  |

#### Kapitel 7
| Eintrag | Übersetzung | Jahr           |
| ------- | --- | -------------- |
| 1       | Wir haben nun die Königsfamilien der Römer aufgezeigt und wie viele Jahre sie herrschten. Es ist wesentlich für die Geschichtsschreibung, dass der Historiker die Jahre der Herrschaft der Hebräer durchläuft, die auch die einzelnen Zeiträume und die Jahre nach ihrer Reihenfolge verdeutlichen. |                |
| 2       | Zuvor haben wir gezeigt, dass von Adam bis zum Ende der Richter Israels und dem Beginn des Priesters Heli 4355 Jahre vergangen sind. Nun kommt die erste Königsherrschaft. | 1106/5 v. Chr. |
| 3       | Nach den Richtern richtete der Priester Heli die Kinder Israels und dieser richtete Israel für 20 Jahre. Das sind zusammen von Adam 4375 Jahre und Gott der Herr gab die Bundeslade in ausländische Hände. In den Tagen des Priesters Heli fand die Vertreibung aus Solis durch die Acheis statt, unter diesen wurde Agamomnus und Menelaus und Achilleus und viele andere Danei genannt, worüber der Lehrer und Schreiber Omirus eine Geschichte verfasste. | 1086/5 v. Chr. |
| 4       | Nach dem Tode des Priesters Heli richtete der Prophet Samuhel die Kinder Israels. Und er holte die Bundeslade des Herrn wieder von den Ausländern und brachte sie in das Haus des Aminadab und sie blieb dort 20 Jahre. Das sind zusammen 4395 Jahre. | 1066/5 v. Chr. |
| 5       | Hiernach salbte Sanuhel Sahul, den Sohn des Cis, zum König über Israel. Dieser herrschte als erster in Iuda für 20 Jahre. Das sind zusammen 4415 Jahre. | 1046/5 v. Chr. |
| 6       | Nach dem Tode König Sahuls regierte David, der Sohn des Iesse vom Stamme Iuda, für 40 Jahre und 6 Monate, nämlich: in Chebron sieben und ein Halb Jahre und in Hierusalem 23 Jahre. Das sind 40 und ein Halb Jahre. Das sind zusammen 4455 Jahre und 6 Monate. Dieser brachte die Bundeslade des Herrn wieder aus dem Haus des Aminadab zurück und während Ozam diese geleitete, wich das Kalb vom Weg ab und er berührte sie und starb. Und David fürchtet sich und brachte sie in das Haus des Gaditers Abdede und sie blieb 5 Monate dort. Caath und Nathan prophezeiten unter David. Der Heerführer Davids war Moab, der Sohn Davids Schwester Saruae. Er zählte den Stamm Israel und fand 170.000 Menschen. Die Stämme Levi und Benjamin zählte er nicht. Ein Anteil von 70.000 starb in Israel, da sie aufgezählt waren und den Herrn prüfen wollten. | 1006/5 v. Chr. |
| 7       | Nach König David regierte sein Sohn Solomon für 40 Jahre. Das sind zusammen 4445 Jahre (richtig wäre 4495 Jahre). Dieser baute den Tempel in Jerusalem in seinem 20. Regierungsjahr. Und Nathan und Achias, der Silonita und Sameus, und Abdeus prophezeiten unter Solomon. Ihr Anführer war der Priester Sadoc. | 966/5 v. Chr.  |
| 8       | Nach Solomon regierte sein Sohn Roboam für 7 Jahre (richtig wäre 17 Jahre). Das macht zusammen 4512 und ein halb Jahre. Unter ihm wurde das Königreich geteilt. Und Hieroboam, der Knecht Solomons vom Stamm der Efraim, regierte in Samaria. Dieser stellte zur Schande Israels zwei goldene Rehe her. Hierobeam prophezeite auch und Achias, der Silonita und Sammeus, der Sohn des Ellamei. | 949/8 v. Chr.  |
| 9       | Nach diesem regierte sein Sohn Abiu für 3 Jahre. Das sind zusammen 4515 und ein halb Jahre. Es prophezeiten dieselben Propheten. | 946/5 v. Chr.  |
| 10      | Nach diesem regierte Asa, der Sohn des Abiu, für 41 Jahre. Das sind zusammen 4556 und ein halb Jahre. Im Alter litt er an Podagra. Unter ihm prophezeite Annanias. | 905/4 v. Chr.  |
| 11      | Nach diesem regierte sein Sohn Iosafat für 25 Jahre. Das sind zusammen 4581 und ein halb Jahre. Unter ihm prophezeiten Helias, der Tischbe, und Micheas, der Sohn des Embla, und Abdeus, der Sohn des Ananei. Unter Michea lebte der Pseudoprophet Sedecias, der Kanaaniter. | 880/79 v. Chr. |
| 12      | Nach diesem regierte sein Sohn Ioram für 8 Jahre. Das sind zusammen 4589 und ein halb Jahre. Und unter diesem prophezeite Helias und nach jenem Heliseus. Unter ihm und seinem Sohn Ochozias aß das Volk von Samaria Taubendung, als Helias sagte, dass es nicht mehr auf die Erde regnen werde und es für 3 Jahre und 6 Monate nicht mehr regnete. | 872/1 v. Chr.  |
| 13      | Nach diesem regierte sein Sohn Ochozias für ein und ein halbes Jahr. Das sind zusammen 4591 Jahre. Unter diesem prophezeiten Heliseus und Abdoneus. | 870/69 v. Chr. |
| 14      | Nach diesen prophezeite Godolia, die Mutter des Ochozias und Frau des Ioram für 7 Jahre. Das sind zusammen 4598 Jahre. Sie erhob sich und tötete die Söhne ihrer Söhne, da sie aus dem Geschlecht Achab, dem König von Samaria stammte, die Frau (richtig müsste es Mutter heißen) ihres Sohnes Ochozias. Die Schwester des Ochozias, des Sohnes, Iosabe, die Frau des Hohepriesters Iodae entführte Iohas, den Sohn des Ochozias und übergab ihn an Iodae, um ihm in die Königswürde zu verhelfen. Unter Godolia weissagten Elisseus und Abdias und Hiiu. | 863/2 v. Chr.  |
| 15      | Danach jedoch regierte Iohas, der Sohn des Ochozias, für 40 Jahre. Das sind zusammen 4638 Jahre. Er tötete Zacharias, den Sohn des Iodae, den Priester zwischen Tempel und Altar. | 823/2 v. Chr.  |
| 16      | Nach Iohas regierte sein Sohn Amasias für 28 Jahre. Das sind zusammen 4666 Jahre. | 795/4 v. Chr.  |
| 17      | Nach Amasias regierte sein Sohn Ozias für 52 Jahre. Das sind zusammen 4718 Jahre. Dieser war bis zu seinem Tode ein Aussätziger. Für ihn richtete sein Sohn Ioatham, dem er nicht erlaubte, den Königsthron einzunehmen. Unter Ozias weissagten Amos und dessen Sohn Esaias und Osee, der Sohn des Ebrei uns Ionas, der Sohn des Amathei aus Gomor. | 743/2 v. Chr.  |
| 18      | Nach Ozias regierte sein Sohn Ioatham für 16 Jahre. Das sind zusammen 4734 Jahre. Und unter diesem wahrsagten ebenfalls Esaias und Osee und Micheas aus Morathita und Iohel, der Sohn des Bathuel. | 727/6 v. Chr.  |
| 19      | Und nach diesem regierte sein Sohn Achas für 16 Jahre. Das sind zusammen 4750 Jahre. Und unter diesem wahrsagten ebenfalls Esaias und Micheas. Aber Oberpriester über diese war Hurias. | 711/0 v. Chr.  |
| 20      | Während seines elften Regierungsjahres fanden die ersten olympischen Spiele bei den Griechen statt. Das sind zusammen von Adam bis zur ersten Olympiade 4745 Jahre. Eine Olympiade sind aber 4 Jahre. | 716/5 v. Chr.  |
| 21      | Während seines 16. Regierungsjahres erhob sich der assyrische König Salbanasar und kam nach Judäa und übersiedelte die in Samaria wohnten nach Medien und Babylonien. Nur zwei Stämme, die von David abstammten, verblieben regierend in Jerusalem. | 711/0 v. Chr.  |
| 22      | Nach Achas regierte sein Sohn Ezechias für 29 (richtig wäre 25) Jahre. Das sind zusammen 4775 Jahre. Und unter diesem weissagten wiederum Esaias und Osee und Micheas. Während seiner Regierung Romulus, der Rom gründete, regierte für 9 und ein halb Olympiaden. Das sind 38 Jahre. | 686/5 v. Chr.  |
| 23      | Nach Ezechias regierte sein Sohn Manasses für 55 Jahre. Das sind zusammen 4831 (richtig wäre 4830) Jahre. Er tötete den Prophet Esaias. Er teilte ihn durch zersägen in zwei Teile, weil er ihn beschuldigte einem Götzenbild Opfer dargebracht zu haben. | 631/0 v. Chr.  |
| 24      | Nach der Regierung von Manasses regierte sein Sohn Amos für zwei Jahre. Das sind zusammen 4833 (richtig wäre 4832) Jahre. | 629/8 v. Chr.  |
| 25      | Nach Amos regierte sein Sohn Iosias für 31 Jahre. Das sind zusammen 4863 Jahre. Dieser ist der Iosias, der Menschenglieder durch Götzenglieder ersetzte, wie es überliefert ist. | 598/7 v. Chr.  |
| 26      | Unter ihm wurde auch das Pessach in Israel wiederentdeckt in Iosias 18. Regierungsjahr. Denn seit dem Tod Hiesu, dem Sohn des Nave, das Pessach war bis zu diesem Zeitpunkt nicht bewahrt worden. Der Priester Chelcheus fand das im Tempel versteckte Gesetzbuch in Iosias 18. Regierungsjahr. Unter Iosias wahrsagten auch Elibasillim, der Gewandmeister des Priesters war, und Sofonias und Heremias und Oldad und Baruch. Es gab aber auch den falschen Propheten Annanias Lurdus. | 611/0 v. Chr.  |
| 27      | Nach Iosias regierte sein Sohn Ioacham für 4 Jahre und 3 Monate. Das sind zusammen 4867 Jahre. Dieser wurde von Sennachaoch, dem König von Ägypten, in eiserne Fesseln gelegt und nach Ägypten gebracht. Er ordnete an, dass sein Bruder Eliachim ihn vertrat. Und unter ihm wahrsagten Hieremias und Buzzi und Baruch und Hurias, der Sohn des Samiae aus Cariathiarim. | 594/3 v. Chr.  |
| 28      | Unter diesem regierte Eleachim für seinen Bruder Ioacham für 11 Jahre. Das sind zusammen 4878 Jahre. Während seiner Regierung erhob sich der assyrische König Nabuchodonosor und übersiedelte die in Samaria wohnten nach Medien und Babylonien und legte den König Eleachim in eherne Fessel und brachte ihn nach Babylonien. Es weissagten Hieremias und Baruch und Hurias. | 583/2 v. Chr.  |
| 29      | Nach diesem regierte für sein Vater Eliachim dessen Sohn Ioachim für 3 Jahre. Das sind zusammen 4881 Jahre. Und wieder zog Nabugodonosor, der König von Babylonien, heran um ihn in Ketten zu legen und Scharen des Volkes der Kinder Israels, darunter Danihelem und die bei ihm waren, Annanius und Hiezechiel, gefangen nach Babylonien zu bringen. | 580/79 v. Chr. |
| 30      | Und Nabuchodonosor setzte Sedechias, Ioachims jüngerer Bruder, der auch Iechonias genannt wird, an Ioachims Stelle. Sedechias, der auch Iechonias genannt wird, regierte 11 Jahre in Israel. Das sind zusammen 4892 Jahre. Im 12. Jahr führte Nabuchodonosor ihn auch nach Babylonien und belndete ihn und Scharen des Volkes der Kinder Israels führte er nach Babylonien außer ein paar, die nach Ägypten herabstiegen. | 569/8 v. Chr.  |
| 31      | Damals wurde der Tempel in Jerusalem verkauft und blieb es für 425 Jahre. | 144/3 v. Chr.  |
| 32      | Es weissagten während der Ausplünderung Hiezechiel und Naum und Danihel und Hieremias in Ägypten und Abacu in Hostracina. Im fünften Regierungsjahr des Nabuchodonosor begannen Hiezechiel und Naum und der jugendliche Malachias und dann Aggeus und Zacharias. Bis Sedechiam und Iechoniam bestand das Königreich Judäa und seit dieser Zeit gab es keinen König mehr in Israel bis auf den heutigen Tag. Das sind zusammen 4845 (richtig wäre 4892) Jahre. | 569/8 v. Chr.  |

#### Kapitel 8
| Eintrag | Übersetzung | Jahr           |
| ------- | --- | -------------- |
| 1       | Die Könige, die in Israel und in Judäa und in Samaria waren, hatten ein Ende und damals gab Gott der Herr die Herrschaft über die Erde in die Hände der Assyrer und Chaldäer und Perser und Meder und die ganze Erde wurde ihnen Tribut pflichtig. Während Nabuchodonosor lebte richtete er die ganze Erde von den kaspischen Pforten bis zu den Säulen des Herakles und Ägypten und ganz Judäa. Er eignete sich Pontus und ganz Asien und das ganze römische Land für 19 Jahre an. Das sind zusammen 4912 (richtig wäre 4911) Jahre seit Adam. | 550/49 v. Chr. |
| 2       | Nach diesem regierte sein Sohn Baltasar für 9 und ein halb Monate. Das sind zusammen 4912 Jahre. In seinen Tagen weissagten Hiezechiel und Danhiel und Baruch in Babylonien. | 549/48 v. Chr. |
| 3       | Nach diesem regierte Darius I. in Babylonien für 9 Jahre. Das sind zusammen 4921 Jahre. | 540/39 v. Chr. |
| 4       | Im fünften Jahr des Königs Darius sah Danhiel Visionen über jene Wochen uns sagt voraus, dass Jerusalem groß und breit erbaut wird. | 544/43 v. Chr. |
| 5       | Im sechsten Jahr des Darius, des Sohnes des Asueri, der im Königreich Chaldäa regierte, stieg Zorobabel als erster Hebräer nach Jerusalem auf und begann Jerusalem zu erbauen. | 543/42 v. Chr. |
| 6       | Nach diesem regierte der Perser Cyrus für 30 Jahre. Das sind zusammen 4951 Jahre. | 510/9 v. Chr.  |
| 7       | Im zweiten Jahr in dem Cyrus herrschte, erlaubte er dem Volk der Kinder Israels nach Jerusalem aufzusteigen. Damals wurde der Tempel, während der 55. Olympiade als König Cyrus regierte, erbaut. Zeitgleich stieg Zorobabel und die Hebräer von Babylonien nach Judäa auf und begannen den Tempel zu bauen. Unter König Cyrus weissagten Hiezechiel und Danihel und Aggreus und Abacum und Zacharias, der Sohn des Baruch. In derselben Zeit wurden die berühmten Philosophen Pythagoras und Princeps Agoras bekannt. In derselben Zeit tötete Cyrus Crysum, den König von Lydia und das Königreich Lydien wurde während der 55. Olympiade zerstört. | 538/7 v. Chr.  |
| 8       | Nach Cyrus regierte sein Sohn Cambyus für 8 Jahre. Das sind zusammen 4959 Jahre. Und diesem wahrsagten wiederum Danihel und Aggeus und Zacharias und Abacum. | 501/0 v. Chr.  |
| 9       | Nach Cambyus regierte Darius der Dumme, der Bruder des Cyrus, für 33 Jahre. Das sind zusammen 4992 Jahre. Und unter diesem wahrsagten wiederum Danihel und Aggeus und Zacharias und Abacum. Unter ihm wurde Danihel in die Löwengrube geworfen. | 468/7 v. Chr.  |
| 10      | Nach Darius dem Dummen regierte der Perser Xerxes für 11 Jahre. Das sind zusammen 5003 Jahre. Dies ist der Xerxes, der die ganze Welt eroberte und nach Athen gelangte und es niederbrannte und erschöpft nach Babylonien zurückkehrte. | 457/6 v. Chr.  |
| 11      | Nach Xerxes regierte sein Sohn Artaxerxes für 33 Jahre. Das sind zusammen 5036 Jahre. | 424/3 v. Chr.  |
| 12      | Unter ihm Neemias, der Sohn des Achillei aus dem Geschlecht Davids, der der Mundschenk des Königs Artaxerxes geworden war, wurde im 24. Regierungsjahr Artaxerxes ersucht, unter dessen Befehl Jerusalem zu bauen. Und er stieg nach Judäa auf baute Jerusalem und beendete den Bau des Tempels. Er errichtete Stadtmauern und Straßen im Einklang mit Danihels Weissagung, die besagt: Und Jerusalem wird erbaut und mit einer Mauer umgeben. Unter ihm gab es die Feindseligkeiten gegen Mardocheum und Hester und Aman wurde gehängt. Zu dieser Zeit stieg Hesdras nach Jerusalem auf und lehrte Recht. Hohepriester war Hiesus, der Sohn des Iosedec. | 433/2 v. Chr.  |
| 13      | Nach diesem berechnete Africanus anhand der Voraussage eine Anzahl von sieben und siebzig Wochen, die sich bis zur Ankunft Christi erstrecken. | 30/31 n. Chr.  |
| 14      | Nach Artaxerxes regierte sein Sohn Xerxes für 5 Monate und wurde ermordet. Und nach diesem regierte Ogdianus für 7 Monate. Das sind zusammen 5037 Jahre. | 423/2 v. Chr.  |
| 15      | Nach diesem regierte Darius der Jüngere, der Memoratus genannt wird, für 19 Jahre. Das sind zusammen 5056 Jahre. Unter ihnen war Ioachim Hoherpriester in Jerusalem und die Philosophen um Agoras wurden bekannt. | 404/3 v. Chr.  |
| 16      | Nach Darius regierte sein Sohn Artaxerxes II., der Mnemon genannt wird, für 42 Jahre. Das sind zusammen 5098 Jahre. Unter ihm war Heliasibus Hoherpriester in Jerusalem. Die Philosophen, die in den Zeiten Artaxerxes bekannt waren, waren Sofoclus und Traclitus und Anaxagoras und Hirodotus und Melissus und der Dichter Euripidus und Protagorus und der Rhetoriker Socrator und der Bildhauer Fideas und der Künstler Theetitus und Dimocritus von Abderitus und der Arzt Ippcratis und der Rhetoriker Thucudidus und Empedoclus und Gorgias und Zinon und Parmenidus und der Athener Socratus und Periclus und Eupolus und der Architekt Aristofanus. Diese sind alle bekannt, die Africanus unter dem König Artaxerxes als Philosophen aufzählt. | 362/1 v. Chr.  |
| 17      | Nach Artaxerxes Mnemon regierte sein Sohn Ochus in Babylonien für 21 Jahre. Das sind zusammen 5119 Jahre. Hohepriester in Jerusalem war Iodae und in Asien regierte der Filippus des Alexanders (Alexanders Vater). Zu dieser Zeit rückte König Ochus gegen Ägypten vor. (Nectabo), der letzte Pharao regierte in Ägypten und erkannte, dass die Stärke Ägyptens abgenommen hatte. Er rasierte seinen Kopf und wechselte seine Kleidung und floh unerkannt über Piluseum und gab sein eigenes Königreich auf, siedelte in Makedonien, wo er die Kunst der Astrologie unterrichtete. Als Philosophen in Athen waren der Bildhauer Fideas und der Lehrer Theetitus und der Poet Euripidus und Dicritus von Abdirus und der Arzt Ippocratis und der Rhetoriker Dimosthenus bekannt. Alle anderen waren gestorben. | 341/0 v. Chr.  |
| 18      | Nach diesem regierte in Babylonien Alsus, der Sohn des Ochus für 4 Jahre. Das sind zusammen 5123 Jahre. Der Hohepriester in Jerusalem war Iodae. | 337/6 v. Chr.  |
| 19      | Nach diesem regierte in Babylonien der Meder Darius, der Sohn des Alsami für 6 Jahre. Das sind zusammen 5129 Jahre. Alexander der Makedone und Gründer warf ihn nieder. Der Hohepriester war Iaddus. | 331/0 v. Chr.  |
| 20      | Dann nachdem Alexander der Makedone und Gründer Besitz von Griechenland und dem ganzen römischen Reich und Syrien und auch Ägypten und Teilen Libyens ergriffen hatte wendete er sich den östlichen Gebieten zu und eroberte alle Städte und Festungen der Völker und belagerte den persischen König Darius. Und Gott der Herr gab ihm Darius in seine Hände und nahm ihm all seine Stärke und durchstöberte sein ganzes Haus. Und Alexander der Makedone und Gründer dominierte das gesamte chaldäische Land und betrat die volle Stärke des Darius und nahm Besitz all seiner Städte und sie wurden ihm tributpflichtig wie einem eigenen König. Nachdem Alexander Alexandria in Ägypten gründete hatte, ging er nach Jerusalem und betete Gott den Herrn an und sagte: Ehre dir, einziger Gott, der alles umfasst, der ewig lebt. Damals war Iaddus Hohepriester in Jerusalem. Als Philosophen waren in Athen unter Alexander dem Gründer der Rhetoriker Dimosthenus und Aristotelis und Eschinus und Dimas und Plato und Lysias und der andere Dimocritus bekannt. Alexander der Makedone und Gründer regierte nach dem Meder Darius, dem Sohn des Alsami, für 8 Jahre. Das sind zusammen seit Adam bis zum Ende Alexanders des Gründers 5137 Jahre und danach kamen die Ptolemäer. | 323/2 v. Chr.  |
| 21      | In den Tagen als Alexander der Makedone und Gründer regierte, nachdem er Darius, den König von Persien, und den indischen König Porus besiegt hatte, waren alle Völker von den Kaspischen Pforten, die sich in Richtung der aufgehenden Sonne befinden, bis zu den äußersten Säulen des Herakles, die sich im äußersten Westen gegenüber Garirum befinden, unter ihm vereint. Als Alexanders Tod nahte schrieb er ein Testament, damit jeder Anführer in seiner eigenen Provinz alleine regiere. Diese sind wie es Alexander befohlen hatte: Er befahl Makedonien soll Arideus, der auch Filippus genannt wird, regieren. Er sagte Pontus soll Leona regieren Er ordnete an Paflagonia und Cappadocia soll der bekannte Schreiber Eumenius regieren. Die Inselbewohner sollten frei sein und Statthalter und Verwalter sollten die Rhodier sein. Er ordnete an Pamphilia und Lucya soll Antigonus regieren. Phrygien und Großcaesaria hatte er Asandro übergeben Cilicia und Isauria und das ganze umgebende Land ordnete er Filone zu. Syria bis Mesopotamia übergab er Tapithone zu regieren. Er ordnete an Syria, das wir Cyle nennen, welches Fynice entspricht, soll Meleagros beherrschen. Er befahl Babylonia soll Seleucus regieren. Ägypten und was es umgibt bis Oberlybia übergab er Filippo, der auch Ptolomeus genannt wird. Für die Region von Oberbabylon bis zu den Kaspischen Pforten ordnete er an, wer ihr Anführer und Satrap und Perdicus ihr Oberbefehlshaber sei. Er gab India, das sich bis zum Fluss Ydastem erstreckt, Taxio zu regieren. Er bestimmte über India, das Subindo genannt wird und sich bis zum Fluss Ydastem erstreckt, soll Pythonae beherrschen. Er ordnete an über Parapannisodus soll Oxydarcus regieren. Er ordnete an Arachusia und Cedrusia soll Sybartus beherrschen. Ganz Arabia übergab er Stasanoro. Und Ogdiania gab er Filippo dem Kleinen zu beherrschen. Jenes, das um die nördlichen Teile liegt und Yrcania umfasst gab er Antigono zu regieren. Ganz Germania gab er Tripolemo. Ganz Persidam gab er Perco. Spaniam bis zum Fluss Alyo und den Säulen des Herakles gab er Antipalum zu regieren. So bestimmte und verteilte Alexander seine Herrscher, und jeder von ihnen regierte so, wie er gebot. Alexander lebte 36 Jahre. Er regierte 17 Jahre folgendermaßen: Er kämpfte 9 Jahre, bis er 28 Jahre alt war und lebte die anderen acht Jahre in Frieden und Sicherheit. Er unterwarf 22 fremde Völker und 13 griechische Stämme. Alexander gründete 12 Städte, die bis heute bewohnt sind: 1. Alexandria in Pentapolis 2. Alexandria in Ägypten 3. Alexandria bei Arpam 4. Alexandria Cabosium 5. Alexandria Scythiam in der Egeis 6. Alexandria in Poro 7. Alexandria am Fluss Cypridum 8. Alexandria in der Troas 9. Alexandria in Babylonien 10. Alexandria in Mesasgyges 11. Alexandria in Persien 12. das mächtigste Alexandria und er starb. |                |
| 22      | Das sind von Adam bis Alexander dem Gründer zusammen 5137 Jahre. | 323/2 v. Chr.  |

#### Kapitel 9
| Eintrag | Übersetzung | Jahr           |
| ------- | --- | -------------- |
| 1       | Und vom Tode Alexanders bis Cleopatra, die Ägypterin, sind es 294 Jahre: | 29/8 v. Chr.   |
| 2       | Nach dem Tode Alexanders, so wird gesagt, regierte in Ägypten Philippus Ptolomeus, der Alexanders Ratgeber war, für 7 Jahre. Das sind zusammen 5144 Jahre. Der Hohepriester war Ianneus. In dieser Zeit wurde der Architekt Menander bekannt. | 316/5 v. Chr.  |
| 3       | Nach Philipp regierte Alexander Ptolemeus, der Alexanders Ratgeber war, für 12 Jahre. Das sind zusammen 5156 Jahre. Der Hohepriester in Jerusalem war Ianneus. In diesen Tagen übersetzten die 70 hebräischen Weisen das Gesetz in die griechische Sprache. | 304/3 v. Chr.  |
| 4       | Nach diesem regierte in Ägypten Lagaus Ptolomeus für 20 Jahre. Das sind zusammen 5176 Jahre. Der Hohepriester in Jerusalem war Iaddus. In diesen Tagen wurde Hiesus, der Sohn des Sirach, der die Gotteshauchweisheit den Hebräern lehrte, bekannt. | 284/3 v. Chr.  |
| 5       | Nach diesem regierte in Ägypten Filadelphus Ptolemeus für 38 Jahre. Das sind zusammen 5214 Jahre. Der Hohepriester war Onias. | 246/5 v. Chr.  |
| 6       | Nach Filadelphus regierte in Ägypten Eugergetus Ptolemeus für 25 Jahre. Das sind zusammen 5239 Jahre. Der Hohepriester in Jerusalem war Simon und nach diesem ein anderer Onias. | 221/0 v. Chr.  |
| 7       | Nach Eugergetus regierte in Ägypten sein Sohn Filopator Ptolemeus für 17 Jahre. Das sind zusammen 5256 Jahre. Der Hohepriester in Jerusalem war Eleazarus. | 204/3 v. Chr.  |
| 8       | Nach Filopator regierte in Ägypten sein Sohn Epifanius Ptolemeus für 24 Jahre. Das sind zusammen 5280 Jahre. Der Hohepriester in Jerusalem war Manasses. | 180/79 v. Chr. |
| 9       | Nach Epifanius Ptolemeus regierte in Ägypten sein Sohn Filomitor Ptolemeus für 35 Jahre. Das sind zusammen 5315 Jahre. Der Hohepriester in Jerusalem war Simon. In dieser Zeit endeten die Geschehnisse um die Maccabeis unter dem syrischen König Antiocho. | 145/4 v. Chr.  |
| 10      | Nach Filomitor Ptolemeus regierte in Ägypten sein Sohn ein anderer Eugergetus für 29 Jahre. Das sind zusammen 5344 Jahre. Der Hohepriester in Jerusalem war ein anderer Onias. | 116/5 v. Chr.  |
| 11      | Nach diesem regierte in Ägypten Soter genannt Ptolemeus für 36 Jahre. Das sind zusammen 5380 Jahre. Der Hohepriester in Jerusalem war Hiesus für 6 Jahre und ein anderer Onias für 7 Jahre und Ianneus für 15 Jahre. | 80/79 v. Chr.  |
| 12      | Nach diesem regierte in Ägypten Novus Dionisus für 29 Jahre. Das sind zusammen 5409 Jahre. Der Hohepriester in Jerusalem war Simon für 8 Jahre und Iohannis für 20 Jahre. In dieser Zeit wurde Sosates, ein hebräischer Homer, in Alexandria berühmt. | 51/0 v. Chr.   |
| 13      | Nach Novus Dionisus dem letzten der letzten Ptolemäer regierte in Ägypten Beronice Cleopatra für 22 Jahre. Das sind zusammen 5431 Jahre. Die Zeit der Herrschaft der Ptolemäer vom Tode Alexanders bis zum Tode Cleopatras, die in Alexandria den Farum erbaute, beträgt insgesamt 294 Jahre. Das sind zusammen von Adam bis zum Tode Cleopatras 5431 Jahre. Und danach übergab Gott der Herr das Königreich Ägypten in die Hände der Römer bis heute. Und es gab bis zum heutigen Tag keinen König mehr in Ägypten. | 29/28 v. Chr.  |

### Buch 2

#### Kapitel 1
| Eintrag | Übersetzung | Jahr                             |
| ------- | --- | -------------------------------- |
| 1       | Und da weniger in christlichen und hebräischen Büchern als in Volksschriften zur Geschichte steht, war ich durch diese Notlage gezwungen diese anzuschauen um sie zu erforschen und zusammenzufügen, was im Zusammenhang steht und welche Götter und Heroen zur jeweiligen Zeit als Könige bezeichnet wurden und welche historischen Taten überliefert sind, begonnen in den Tagen der Heiligen Schrift des Vorvaters Abraham und der Patriarchen Isaac und Iacob und Moses und die nach ihnen in Israel richteten und die einzelnen Propheten und die Gesamtheit der Königsherrschaften aufführen, damit uns aus allen Aufzeichnungen die Königreiche vereinigt sind. |                                  |
| 2       | Assyrische Königsherrschaft und Zeitraum |                                  |
| 3       | Sie schreiben, dass der erste assyrische König Bilus war, den man in Assyrien, Phönizien und Persien auch als Gott bezeichnet. Sein Name wird im Griechischen Zeus gleichgesetzt. Bilus ist urkundlich der erste, der in Assyrien und Teilen Asiens für 62 Jahre regierte. | 2160/59 v. Chr. - 2098/7 v. Chr. |
| 4       | Nach diesem regierte Ninus für 52 Jahre. Er gründete die assyrische Stadt Nineve und wurde in Asien Picus genannt. | 2046/5 v. Chr.                   |
| 5       | Nach diesem regierte seine Frau Semiramis für 42 Jahre. Diese nannten sie Rea, wegen ihrer großen Grausamkeit. | 2004/3 v. Chr.                   |
| 6       | Nach ihr regierte Zinas für 38 Jahre. | 1966/5 v. Chr.                   |
| 7       | 5. Nach diesem Arius 30 Jahre. | 1936/5 v. Chr.                   |
| 8       | 6. Nach diesem Aranus 40 Jahre. | 1896/5 v. Chr.                   |
| 9       | 7. Nach diesem Xerses, der auch Balleus heißt 30 Jahre. | 1866/5 v. Chr.                   |
| 10      | 8. Nach diesem Armamithrus 38 Jahre. | 1828/7 v. Chr.                   |
| 11      | 9. Nach diesem Bilochus 35 Jahre. | 1793/2 v. Chr.                   |
| 12      | 10. Nach diesem Balleus 52 Jahre. | 1741/0 v. Chr.                   |
| 13      | 11. Nach diesem Altallus 35 Jahre. | 1706/5 v. Chr.                   |
| 14      | 12. Nach diesem Mamithus 30 Jahre. | 1676/5 v. Chr.                   |
| 15      | 13. Nach diesem Magchaleus 30 Jahre. | 1646/5 v. Chr.                   |
| 16      | 14. Ita Sphairos 20 Jahre. | 1626/5 v. Chr.                   |
| 17      | 15. Mamithus 35 Jahre. | 1591/0 v. Chr.                   |
| 18      | 16. Spareus 40 Jahre. | 1551/0 v. Chr.                   |
| 19      | 17. Ascatagus 40 Jahre. | 1511/0 v. Chr.                   |
| 20      | 18. Amintus 50 Jahre. | 1461/0 v. Chr.                   |
| 21      | 19. Attosai oder Semiramis, eine Frau 23 Jahre. | 1438/7 v. Chr.                   |
| 22      | 20. Bilochus 25 Jahre. | 1413/4 v. Chr.                   |
| 23      | 21. Belleroparus 34 Jahre. | 1379/8 v. Chr.                   |
| 24      | 22. Lampridus 32 Jahre. | 1347/6 v. Chr.                   |
| 25      | 23. Sosarus 20 Jahre. | 1327/6 v. Chr.                   |
| 26      | 24. Lamparus 30 Jahre. | 1297/6 v. Chr.                   |
| 27      | 25. Pannius oder Zeus 45 Jahre. | 1252/1 v. Chr.                   |
| 28      | 26. Sosarmus 20 Jahre. | 1232/1 v. Chr.                   |
| 29      | 27. Mithreus 35 Jahre. | 1197/6 v. Chr.                   |
| 30      | 28. Tautalus 32 Jahre. | 1165/4 v. Chr.                   |
| 31      | 29. Euteus 40 Jahre. | 1125/4 v. Chr.                   |
| 32      | In seinem 32. Jahr wurde Sol (Troja) von den Acheis zerstört. | 1133/2 v. Chr.                   |
| 33      | 30. Thineus 30 Jahre. | 1095/4 v. Chr.                   |
| 34      | 31. Cercillus 40 Jahre. | 1055/4 v. Chr.                   |
| 35      | 32. Eupalus 38 Jahre. | 1017/6 v. Chr.                   |
| 36      | 33. Laustenus 45 Jahre. | 972/1 v. Chr.                    |
| 37      | 34. Peritiadus 30 Jahre. | 942/1 v. Chr.                    |
| 38      | 35. Ofrateus 20 Jahre. | 922/1 v. Chr.                    |
| 39      | 36. Ofratanus 50 Jahre. | 872/1 v. Chr.                    |
| 40      | 37. Acrapazus 40 Jahre. | 832/1 v. Chr.                    |
| 41      | 38. Thonos Concelerus, der im Griechischen auch Sardanapallus genannt wird 30 Jahre. | 802/1 v. Chr.                    |
| 42      | 39. Ninus 19 Jahre. Insgesamt haben die 39 alten assyrischen Könige 1430 Jahre überdauert. | 783/2 v. Chr.                    |
| 43      | Von ihnen bis zur 1. Olympiade waren es 67 Jahre. Assyrisches Königreich. | 716/5 v. Chr.                    |

#### Kapitel 2
| Eintrag | Übersetzung | Jahr                    |
| ------- | --- | ----------------------- |
| 1       | Wir gelangen zum ägyptischen Königreich, das das älteste alle Königreiche ist. Wir zeichnen den Anfang wie von Manetho überliefert auf. Zuerst übten die Götter, wie sie sie aufgezeichnet haben zuerst die Königsherrschaft aus. |                         |
| 2       | 1. Sie sagen, dass der Gott Ifestus in Ägypten für 680 Jahre regierte. |                         |
| 3       | 2. Nach diesem Solem (Re), der Sohn des Ifestus 77 Jahre. |                         |
| 4       | 3. Nach diesem Sosinosiris 320 Jahre. |                         |
| 5       | 4. Nach diesem Oros, der Städtebeherrscher 28 Jahre. |                         |
| 6       | 5. Nach diesem Tyfona (Seth) 45 Jahre. Insgesamt herrschten die Götter für 1550 Jahre. |                         |
| 7       | Es folgte die Herrschaft der Halbgötter. |                         |
| 8       | 1. Erster war Anubes Amusim, der auch die ägyptischen Schriftzeichen zusammengefügt hat 83 Jahre |                         |
| 9       | 2. Nach diesem Apion, der zweite Sprachlehrer, der mit Inachus, der unter den Argivern als erstes regierte, gleichgesetzt wird 67 Jahre                                                                                           |                         |
| 10      | 1. Danach die Könige der Ecynios, die er zu Halbgöttern erklärt und die, die er die Mächtigsten nennt 2100 Jahre |                         |
| 11      | 2. Mineus und seine 7 Nachkommen regierten 253 Jahre |                         |
| 12      | 3. Bochus und 8 weitere 302 Jahre |                         |
| 13      | 4. Necherocheus und 7 weitere 214 Jahre |                         |
| 14      | 5. Wieder 17 weitere 277 Jahre |                         |
| 15      | 6. Wieder 21 weitere 258 Jahre |                         |
| 16      | 7. Othoi und 7 weitere 203 Jahre |                         |
| 17      | 8. Auch wieder 14 weitere 140 Jahre |                         |
| 18      | 9. Auch wieder 20 weitere 409 Jahre |                         |
| 19      | 10. Auch wieder 7 weitere 204 Jahre |                         |
| 20      | Hier endet der erste Band Manethos, der 2100 Jahre (richtig wäre 2260 Jahre) umfasst. |                         |
| 21      | 11. Dynastie der Diopoliten 60 Jahre |                         |
| 22      | 12. Dynastie der Bubastiden 153 Jahre |                         |
| 23      | 13. Dynastie der Taniten 184 Jahre |                         |
| 24      | 14. Dynastie der Sebennyten 224 Jahre |                         |
| 25      | 15. Dynastie der Memphiten 318 Jahre |                         |
| 26      | 16. Dynastie der Iliopoliten 221 Jahre |                         |
| 27      | 17. Dynastie der Ermupoliten 260 Jahre |                         |
| 28      | Der zweite Band Manethos reicht bis zur 17. Dynastie, wie es zeigt umfasst es 1520 Jahre (richtig wäre 1420 Jahre). Dies sind die ägyptischen Dynastien.                                                                          |                         |
| 29      | Die übrigen Königreiche jedoch, die Stämme wurden und sich allmählich von anderen unterschieden, werden wir in der Chronologie des argivischen Königreichs anführen.                                                              |                         |
| 30      | 1. Als erstes regierte Inachus in Argos für 50 Jahre. In dieser Zeit wurde Moyses geboren. | 1852/1 - 1802/1 v. Chr. |
| 31      | 2. Nach diesem regierte Foroneus für 60 Jahre. | 1742/1 v. Chr.          |
| 32      | Im 55. Jahr fand der Auszug aus Ägypten der Juden unter Moyses statt. | 1747/6 v. Chr.          |
| 33      | 3. Nach diesem regierte Apius für 35 Jahre. | 1707/6 v. Chr.          |
| 34      | 4. Nach diesem regierte Argius für 70 Jahre. | 1637/6 v. Chr.          |
| 35      | 5. Nach diesem regierte Criassus für 56 Jahre. | 1581/0 v. Chr.          |
| 36      | 6. Nach diesem regierte Forbas für 35 Jahre. | 1546/5 v. Chr.          |
| 37      | 7. Nach diesem regierte Triopas für 66 Jahre. | 1480/79 v. Chr.         |
| 38      | 8. Nach diesem regierte Crotopus für 31 Jahre. | 1449/8 v. Chr.          |
| 39      | 9. Nach diesem regierte Sthenelus für 11 Jahre. | 1438/7 v. Chr.          |
| 40      | 10. Nach diesem regierte Danaus, der die 50 Töchter hatte, für 41 Jahre. | 1397/6 v. Chr.          |
| 41      | 11. Nach diesem der Ägypter Lyggeus (keine Jahreszahl angegeben). Zu seiner Zeit stieg Cadamus, der Sohn des Aginor, auf der Suche nach Europa nach Böotien auf.                                                                  | 1316/5 v. Chr.          |
| 42      | 12. Nach diesem regierte Abas für 23 Jahre. | 1293/2 v. Chr.          |
| 43      | Nach diesem regierte Prytus für 27 Jahre. | 1266/5 v. Chr.          |
| 44      | Nach diesem regierte Acrisius für 31 Jahre. | 1235/4 v. Chr.          |
| 45      | Nach diesem regierte Pelops mit Nomaus für 38 Jahre. Nach ihm ist der Peloponnes benannt. | 1197/6 v. Chr.          |
| 46      | Nach diesem Atreus und Thyestus 45 Jahre. | 1152/1 v. Chr.          |
| 47      | Nach diesen Agamemnus, Sohn des Atreus, 33 Jahre. | 1119/8 v. Chr.          |
| 48      | Nun sind es zusammen von König Inachus bis zur Verwüstung von Solis (Troja), die im 18. Jahr Agamemnons stattfand, 718 Jahre. | 1134/3 v. Chr.          |
| 49      | Von der Zerstörung von Solis bis zur ersten Olympiade waren es 407 Jahre wie Porfyrius in seiner Philosophiegeschichte sagt. | 727/6 v. Chr.           |
| 50      | Nach der Zerstörung von Solis verblieben Agamemnon noch 15 Jahre. | 1119/8 v. Chr.          |
| 51      | Nach ihm regierte Aegisthus für 7 Jahre. | 1112/1 v. Chr.          |
| 52      | Nach ihm regierte Oresthus für 28 Jahre. | 1084/3 v. Chr.          |
| 53      | Nach ihm regierte Penthilus für 22 Jahre. Und das argivische Königreich wurde unterworfen. Zusammen herrschten die Argiver 790 Jahre.                                                                                             | 1062/1 v. Chr.          |

#### Kapitel 3
| Eintrag | Übersetzung | Jahr                         |
| ------- | --- | ---------------------------- |
| 1       | Könige und Zeitraum der Sicinier, die heute Elladicer genannt werden. |                              |
| 2       | Wir legen jetzt auch die Sycinier, die auch Elladicer genannt werden, vor. Wir ordnen das Königreich von der Zeit als es begann und zeigen wann es endete. Africanus sagt nämlich, dass es für 1007 Jahre bestand. Von ihrem Ende bis zur ersten Olympiade sind es 329 Jahre, also zählte er vom Beginn der Königsherrschaft in Sicyon bis zur ersten Olympiade 1336 Jahre. |                              |
| 3       | Im 29. Jahr des Patriarchs Iacob begann die Königsherrschaft in Sycion. | 1959/8 v. Chr. (nach Buch 1) |
| 4       | 1. Egialeus 52 Jahre. Im 29. Jahr Iacobs, 89. Jahr Isaacs, 114. Jahr Abrahams begann die Königsherrschaft in Ellada. | 2063/2 - 2011/0 v. Chr.      |
| 5       | 2. Europs 45 Jahre. | 1966/5 v. Chr.               |
| 6       | 3. Telchus 20 Jahre. | 1946/5 v. Chr.               |
| 7       | 4. Amfus 25 Jahre. | 1921/0 v. Chr.               |
| 8       | 5. Thelxius 52 Jahre. | 1869/8 v. Chr.               |
| 9       | 6. Egydrus 34 Jahre. | 1835/4 v. Chr.               |
| 10      | 7. Turimachus 45 Jahre. | 1790/89 v. Chr.              |
| 11      | 8. Leucippus 53 Jahre. | 1737/6 v. Chr.               |
| 12      | Im 43. Jahr des Leucippus war der Auszug der Juden aus Ägypten. | 1747/6 v. Chr.               |
| 13      | 9. Mesapfus 47 Jahre. | 1690/89 v. Chr.              |
| 14      | 10. Eratus 46 Jahre. | 1644/3 v. Chr.               |
| 15      | 11. Plameus 49 Jahre. Ellada | 1595/4 v. Chr.               |
| 16      | 12. Ortopolus 65 Jahre. | 1530/29 v. Chr.              |
| 17      | 13. Marathus 30 Jahre. | 1500/99 v. Chr.              |
| 18      | 14. Maratheus 20 Jahre. | 1480/79 v. Chr.              |
| 19      | 15. Echyrus 55 Jahre. | 1425/4 v. Chr.               |
| 20      | 16. Corax 20 Jahre. | 1405/4 v. Chr.               |
| 21      | 17. Epopeus 35 Jahre. | 1370/69 v. Chr.              |
| 22      | 18. Laomedus 43 Jahre. | 1327/6 v. Chr.               |
| 23      | 19. Inachus 45 Jahre. | 1282/1 v. Chr.               |
| 24      | 20. Festus 50 Jahre. | 1232/1 v. Chr.               |
| 25      | 21. Adrastus 4 Jahre. | 1228/7 v. Chr.               |
| 26      | 22. Polifidus 31 Jahre. | 1197/6 v. Chr.               |
| 27      | 23. Pelastus 20 Jahre. | 1177/6 v. Chr.               |
| 28      | 24. Zeuxippus 35 Jahre. | 1142/1 v. Chr.               |
| 29      | 25. Polybus 45 Jahre. | 1097/6 v. Chr.               |
| 30      | Das Königtum der Sicyonier bestand bis Zeuxippus für 581 Jahre (die Summe der angegebenen Jahre ist 966, für die Summe von 1007 müssten es 980 Jahre sein). Nach Zeuxippus gab es aber keine Könige mehr, aber Karneenpriester folgten ihnen für 28 Jahre (Summe der Jahre der folgenden Priester ist jedoch 18).                                                           | 1069/8 v. Chr.               |
| 31      | Der erste Priester war Archelaus 1 Jahr. | 1096/5 v. Chr.               |
| 32      | Nach diesem Automidus 1 Jahr. | 1095/4 v. Chr.               |
| 33      | Nach diesem Methudutus 1 Jahr. | 1094/3 v. Chr.               |
| 34      | Nach diesem Euneus 4 Jahre. | 1090/89 v. Chr.              |
| 35      | Nach diesem Theonomus 1 Jahr. | 1089/8 v. Chr.               |
| 36      | Nach diesem Amficyus 9 Jahre. | 1080/79 v. Chr.              |
| 37      | Nach diesem Charidus, der es nicht schaffte die Versorgung mit Lebensmittel aufrechtzuerhalten und floh. 1 Jahr. | 1079/8 v. Chr.               |
| 38      | Von ihm bis zur ersten Olympiade sind es 329 Jahre. Alle Regierungsjahre von Egialeus bis zur ersten Olympiade sind insgesamt 1336 Jahre. argivische Könige Karneenpriester | 750/49 v. Chr.               |
| 39      | Athenische Könige |                              |
| 40      | Nicht viel Zeit war vergangen seit dem Auszug des Volkes aus Ägypten bis zum Beginn der athenischen Königsherrschaft. Im 208. Jahr seit dem Auszug regierte als erster Cecrops der Schlanke in Athen und nach diesem wie sie überliefert wurden: | 1540/39 v. Chr.              |
| 41      | 1. Cecrops der Schlanke 50 Jahre | 1490/89 v. Chr.              |
| 42      | Im 35. Jahr des Cecrops werden Promitheus, Epimitheus und Atlas verzeichnet und die von Zeus abstammen werden verzeichnet. | 1505/4 v. Chr.               |
| 43      | 2. Amfictryus 40 Jahre | 1450/49 v. Chr.              |
| 44      | 3. Ericthonius 10 Jahre | 1440/39 v. Chr.              |
| 45      | 4. Pandius 50 Jahre | 1390/89 v. Chr.              |
| 46      | 5. Erectheus 40 Jahre | 1350/49 v. Chr.              |
| 47      | 6. Cecrops, Sohn des Erectheus 53 Jahre | 1297/6 v. Chr.               |
| 48      | 7. Pandius, Sohn des Cecrops 43 Jahre | 1254/3 v. Chr.               |
| 49      | 8. In der Zeit des Pandius, Sohn des Cecrops, brachte Cadmus, Sohn des Aginor, als erster den Griechen einen Schriftzeichensatz. | 1254/3 v. Chr.               |
| 50      | 9. Egeus, Sohn des Pandius 48 Jahre | 1206/5 v. Chr.               |
| 51      | 10. Thiseus, Sohn des Egeus 31 Jahre | 1175/4 v. Chr.               |
| 52      | 11. Menestheus 19 Jahre | 1156/5 v. Chr.               |
| 53      | 12. Dimofus 35 Jahre | 1121/0 v. Chr.               |
| 54      | 13. Oxyntus 14 Jahre | 1107/6 v. Chr.               |
| 55      | 14. Afydus 1 Jahr | 1106/5 v. Chr.               |
| 56      | 15. Thymytus 9 Jahre | 1097/6 v. Chr.               |
| 57      | 16. Melanthus 37 Jahre | 1060/59 v. Chr.              |
| 58      | 17. Codrus 21 Jahre | 1039/8 v. Chr.               |
| 59      | Von Cecrops dem Schlanken bis Codrus sind es 492 Jahre. Nach Codrus gab es die Archonten auf Lebenszeit. Cecrops wurde Difyis genannt weil er eine schlanke Figur im Vergleich zu allen anderen hatte. |                              |
| 60      | Archon auf Lebenszeit |                              |
| 61      | Nach Codrus wurde sein Sohn der erste Archon auf Lebenszeit in Athen. |                              |
| 62      | 1. Medrus, Sohn des Codrus 20 Jahre | 1019/8 v. Chr.               |
| 63      | 2. Acastus 39 Jahre | 980/79 v. Chr.               |
| 64      | 3. Archippus 40 Jahre | 940/39 v. Chr.               |
| 65      | 4. Forbus 33 Jahre | 940/39 v. Chr.               |
| 66      | 5. Megaclus 28 Jahre | 912/1 v. Chr.                |
| 67      | 6. Diognitus 28 Jahre | 884/3 v. Chr.                |
| 68      | 7. Fereclus 15 Jahre | 869/8 v. Chr.                |
| 69      | 8. Arifrus 30 Jahre | 839/8 v. Chr.                |
| 70      | 9. Thispeus 40 Jahre | 799/8 v. Chr.                |
| 71      | 10. Agamistor 26 Jahre | 773/2 v. Chr.                |
| 72      | 11. Thersippus 23 Jahre | 750/49 v. Chr.               |
| 73      | 12. Eschylus Jahre | 723/2 v. Chr.                |
| 74      | Im zweiten Jahr des Eschylus wurde die erste Olympiade von den Griechen ausgetragen. Zusammen sind es seit dem Beginn der Herrschaft des Cecrops bis zur ersten Olympiade 814 Jahre. Nach Eschylus war dieser dreizehnter: | 748/7 v. Chr.                |
| 75      | 13. Almeus 10 Jahre | 713/2 v. Chr.                |
| 76      | 14. Corops 10 Jahre | 703/2 v. Chr.                |
| 77      | 15. Esimidus 10 Jahre | 693/2 v. Chr.                |
| 78      | 16. Celdicus 10 Jahre | 683/2 v. Chr.                |
| 79      | 17. Ippomenus 10 Jahre | 673/2 v. Chr.                |
| 80      | 18. Leocratis 10 Jahre | 663/2 v. Chr.                |
| 81      | 19. Apsandrus 10 Jahre | 653/2 v. Chr.                |
| 82      | 20. Erygius 10 Jahre | 643/2 v. Chr.                |
| 83      | Und die athenische Königsherrschaft endete in der 24. Olympiade. Zusammen beträgt die athenische Herrschaftsgewalt von Cecrops bis Oxyrius 907 Jahre. | 633/2 v. Chr.                |

#### Kapitel 4
| Eintrag | Übersetzung | Jahr            |
| ------- | --- | --------------- |
| 1       | Lateinische Könige, die auch römische genannt werden. |                 |
| 2       | Das lateinische Königreich, das auch das römische genannt wird, ist mächtiger als das assyrische, ägyptische, argivische oder sikysche, das auch das griechische genannt wird, und athenische, die wir in der Geschichte erwähnt finden. Und wir folgen den Schritten der Römer, die auch Lateiner genannt werden, und ordnen ihre Zeiten. Das lateinische Königreich beginnt nämlich mit Eraclio und Telefus, der Latinus genannt wird, wie wir es schon in dem zuvor geschriebenen sagten, mit wem Eneas, der Phryger und Sohn des Anchisso und der Afroditis, regierte 19 Jahre nach der Zerstörung von Solis in den Tagen des Priesters Heli und des Propheten Samuhelis gemäß der hebräischen Geschichte. | 1155/4 v. Chr.  |
| 3       | 1. Eneas Silvius 38 Jahre | 1117/6 v. Chr.  |
| 4       | 2. Ascanius Silvius 35 Jahre | 1082/1 v. Chr.  |
| 5       | 3. Albas Silvius 36 Jahre | 1046/5 v. Chr.  |
| 6       | 4. Tittus Silvius 38 Jahre | 1008/7 v. Chr.  |
| 7       | 5. Francus Silvius 53 Jahre | 955/4 v. Chr.   |
| 8       | 6. Latinus Silvius 56 Jahre | 899/8 v. Chr.   |
| 9       | 7. Procnax Silvius 46 Jahre | 853/2 v. Chr.   |
| 10      | 8. Tarcinius Silvius 18 Jahre | 835/4 v. Chr.   |
| 11      | 9. Cidensus Silvius 32 Jahre | 803/2 v. Chr.   |
| 12      | 10. Abintinus Silvius 21 Jahre | 782/1 v. Chr.   |
| 13      | 11. Rimus Silvius 29 Jahre | 753/2 v. Chr.   |
| 14      | Bis Rimus Silvius war das lateinische Königreich gepriesen und überdauerte 302 Jahre (richtig wäre 402 Jahre). Nach diesem regierte Romulus, der Rom, nach dem sie Römer genannt werden, gründete. |                 |
| 15      | Romulus regierte 38 Jahre | 715/4 v. Chr.   |
| 16      | Nummus Pompiius 41 Jahre | 674/3 v. Chr.   |
| 17      | Tullius Servilius 32 Jahre | 642/1 v. Chr.   |
| 18      | Lucius Tarcinius 23 Jahre | 619/8 v. Chr.   |
| 19      | Tittus Superbus 38 Jahre | 581/0 v. Chr.   |
| 20      | Tullius Servius 41 Jahre (richtig wäre 44 Jahre) | 537/6 v. Chr.   |
| 21      | Cyintus Tarcinius 35 Jahre | 502/1 v. Chr.   |
| 22      | Insgesamt sind es 251 Jahre seit Romulus. Das sind zusammen für das lateinische Königreich, das auch das römische genannt wird, 653 Jahre. | 502/1 v. Chr.   |
| 23      | Das Königreich verschwand in der 66. Olympiade. Damals folgten die ernannten Princepten bis Gaius Iulius Cesar regierte. | 516–512 v. Chr. |
| 24      | Regierungszeiten des Königreichs Lakedaimon Die Lakedaimonier regierten für 325 Jahre (richtig wäre 370 Jahre) und verschwanden während der ersten Olympiade, welche unter der Regierung des judäischen Königs Achaz stattfand in den Tagen des Propheten Esaias und nahmen ihren Anfang mit Erystheus. Im zwanzigsten Jahr Sahuls begannen die Könige der Lakedaimonier | 1046/5 v. Chr.  |
| 25      | und verschwanden im ersten Jahr des Achaz, dem judäischen Königs, in der Zeit als die erste Olympiade in Griechenland stattfand. | 726/5 v. Chr.   |
| 26      | 1. Diese einzelnen sind ihre Könige. |                 |
| 27      | 2. Erystheus 42 Jahre | 1004/3 v. Chr.  |
| 28      | 3. Egeus 2 Jahre | 1002/1 v. Chr.  |
| 29      | 4. Echestratus 34 Jahre | 968/7 v. Chr.   |
| 30      | Labotus 37 Jahre | 931/0 v. Chr.   |
| 31      | 5. Dorystheus 29 Jahre | 902/1 v. Chr.   |
| 32      | 6. Agisilaus 30 Jahre | 872/1 v. Chr.   |
| 33      | 7. Cemenelaus 44 Jahre | 828/7 v. Chr.   |
| 34      | 8. Archelaus 60 Jahre | 768/7 v. Chr.   |
| 35      | 9. Celeclus 40 Jahre | 728/7 v. Chr.   |
| 36      | 10. Alcamanus 27 Jahre | 701/0 v. Chr.   |
| 37      | 11. Automedus 25 Jahre | 676/5 v. Chr.   |
| 38      | Zusammen verblieben die Könige von Lakedaimon für 350 Jahre (richtig wäre 370 Jahre) an der Regierung. Und dann das lakedaimonische Königreich wurde zerstreut. |                 |
| 39      | Die korinthischen Könige und Regierungszeiten. Das korinthische Königreich wurde im zweiten Jahr des lakedaimonischen Königs Erystheus eingeführt. Es überdauerte für 323 Jahre. Zur selben Zeit teilen sich die Lakedaimonier diese 323 Jahre, während derer sich die korinthischen Könige behaupteten. Als Erystheus Lacedaimon im zweiten Jahr regierte, regierte in Korinth als erster Alitus und die nachfolgen regierten danach. | 1045/4 v. Chr.  |
| 40      | 1. Alitus 35 Jahre | 1010/09 v. Chr. |
| 41      | 2. Exius 37 Jahre | 973/2 v. Chr.   |
| 42      | 3. Agelaus 33 Jahre | 940/39 v. Chr.  |
| 43      | 4. Prymnus 35 Jahre | 905/4 v. Chr.   |
| 44      | 5. Bacchus 35 Jahre | 870/69 v. Chr.  |
| 45      | 6. Agelas 34 Jahre | 836/5 v. Chr.   |
| 46      | 7. Eumidus 25 Jahre | 811/0 v. Chr.   |
| 47      | 8. Aristomidus 35 Jahre | 776/5 v. Chr.   |
| 48      | 9. Igemonius 16 Jahre | 760/59 v. Chr.  |
| 49      | 10. Alexander 25 Jahre | 735/4 v. Chr.   |
| 50      | 11. Telestus 9 Jahre | 726/5 v. Chr.   |
| 51      | 12. Automenus 4 Jahre | 722/1 v. Chr.   |
| 52      | Diese korinthischen Könige regierten beginnend im 31. Jahr (21. Jahr wäre richtig) des Sahul, dem judäischen König, | 1045/4 v. Chr.  |
| 53      | und verschwanden im 15. Regierungsjahr von Ioatham, dem Sohn des Ozias und Vater des Achas, dem König von Judäa. | 713/2 v. Chr.   |

#### Kapitel 5
| Eintrag | Übersetzung | Jahr            |
| ------- | --- | --------------- |
| 1       | Die makedonischen Könige und Regierungszeiten. Das makedonische Königreich wird nicht still bleiben denn die Römer halten die Stärke noch nicht lange Zeit vor dem 33. Jahr des judäischen Königs Ozias aufrecht. Es herrschte für 647 Jahre, bis es aufhörte im Jahre während der 53. Olympiade (153. Olympiade wäre richtig). Ozias regierte in Jerusalem und Juda für 52 Jahre.                                                 |                 |
| 2       | Im 33. Jahr des Ozias wurde das makedonische Königreich begründet. Cranaus war der erste, der in Makedonien herrschte, wie die Reihe zeigt: | 762/1 v. Chr.   |
| 3       | 1. Cranaus 28 Jahre | 788/7 v. Chr.   |
| 4       | 2. Cynus 12 Jahre | 776/5 v. Chr.   |
| 5       | 3. Tyrimmus 38 Jahre | 738/7 v. Chr.   |
| 6       | 4. Perdicus 51 Jahre | 687/6 v. Chr.   |
| 7       | 5. Argeus 38 Jahre | 649/8 v. Chr.   |
| 8       | 6. Filippus 26 Jahre | 621/0 v. Chr.   |
| 9       | 7. Aeropus 38 Jahre | 583/2 v. Chr.   |
| 10      | 8. Alcetus 29 Jahre | 554/3 v. Chr.   |
| 11      | 9. Amyntus 50 Jahre | 504/3 v. Chr.   |
| 12      | 10. Alexander 43 Jahre | 461/0 v .Chr.   |
| 13      | 11. Perdicus 28 Jahre | 433/2 v. Chr.   |
| 14      | 12. Arcelaus 24 Jahre | 409/8 v. Chr.   |
| 15      | 13. Orestus 3 Jahre | 406/5 v. Chr.   |
| 16      | 14. ein anderer Arceclaus 1½ Jahre | 404 v. Chr.     |
| 17      | 15. Amyntus 3 Jahre | 401 v. Chr.     |
| 18      | 16. Pausanius 1½ Jahre | 400/399 v. Chr. |
| 19      | 17. Argeus 3 Jahre | 397/6 v. Chr.   |
| 20      | 18. ein anderer Amyntus 18 Jahre | 379/8 v. Chr.   |
| 21      | 19. ein anderer Alexander 2 Jahre | 377/6 v. Chr.   |
| 22      | 20. Ptolemeus 3 Jahre | 374/3 v. Chr.   |
| 23      | 21. ein anderer Perdicus 6 Jahre | 368/7 v. Chr.   |
| 24      | 22. Filippus 26 Jahre | 342/1 v. Chr.   |
| 25      | 23. ein anderer Amyntus 6 Jahre | 336/5 v. Chr.   |
| 26      | 24. ein anderer Alexander 13 Jahre | 323 v. Chr.     |
| 27      | Alexander herrschte über das alle Königreiche umfassende Makedonische Reich. Nach Alexander dem Gründer hatten seine Anführer den Besitz verwaltet. Und das makedonische Reich beherrschte in der Folge Filippus, der Bruder das Alexanders und dann gemäß der Reihe: |                 |
| 28      | 25. Filippus, der Bruder 7 Jahre | 316/5 v. Chr.   |
| 29      | 26. Cassandrus 19 Jahre | 297/6 v. Chr.   |
| 30      | 27. die Kinder des Cassandrus 4 Jahre | 293/2 v. Chr.   |
| 31      | 28. Dimitrius 5 Jahre | 288/7 v. Chr.   |
| 32      | 29. Pyrrhus 11 Monate | 287/6 v. Chr.   |
| 33      | 30. Lysimachus 5 Jahre | 282/1 v. Chr.   |
| 34      | 31. Ptolomeus Ceraunus 2 Jahre | 280/79 v. Chr.  |
| 35      | 32. Meleagrus 7 Monate | 279 v. Chr.     |
| 36      | 33. Antipatrus 2 Monate | 279 v. Chr.     |
| 37      | 34. Sosthenus 2 Jahre | 277 v. Chr.     |
| 38      | 35. Antigonus Gonata 35 Jahre | 242 v. Chr.     |
| 39      | 36. Dimitrius 10 Jahre | 232 v. Chr.     |
| 40      | 37. ein anderer Antigonus 15 Jahre | 217 v. Chr.     |
| 41      | 38. ein anderer Filippus 45 Jahre | 172 v. Chr.     |
| 42      | 39. Perseus 10 Jahre | 162 v. Chr.     |
| 43      | Dies ist die makedonische Königsherrschaft, die sie seit dem 33. Jahr des Ozias, dem König von Judäa, beherrschten und das sie für 647 Jahre innehatten und in der 153. Olympiade endete. | 168 v. Chr.     |
| 44      | Die lydischen Herrscher und Regierungszeiten Und die lydische Königsherrschaft bestand für 232 Jahre. Sie begann mit Ardirus, dem ersten lydischen König. Unter Cryssus wurde es von Cyrus, dem Perser, unterworfen und wurde in der 58. Olympiade beendet. | 548–544 v. Chr. |
| 45      | Der Beginn der erste Olympiade ist der Beginn der lydischen Herrschaft im ersten Jahr des Achaz. Die Herrschaft der Lydier bestand über 232 Jahre. | 776/5 v. Chr.   |
| 46      | 1. Ardirus 36 Jahre | 740/39 v. Chr.  |
| 47      | 2. Alyatus 14 Jahre | 726/5 v. Chr.   |
| 48      | 3. Midus 12 Jahre | 714/3 v. Chr.   |
| 49      | 4. Caudalus 17 Jahre | 697/6 v. Chr.   |
| 50      | 5. Gygus 36 Jahre | 661/0 v. Chr.   |
| 51      | 6. Ardyssus 38 Jahre | 623/2 v. Chr.   |
| 52      | 7. Salyatus 15 Jahre | 608/7 v. Chr.   |
| 53      | 8. ein anderer Aliatus 49 Jahre | 559/8 v. Chr.   |
| 54      | 9. Cryssus 15 Jahre | 544/3 v. Chr.   |
| 55      | Dies ist die lydische Königsherrschaft, mit dem Beginn der ersten Olympiade beginnt im ersten Jahr des judäischen Königs Achaz und endet in der 58. Olympiade. Das sind zusammen 232 Jahre. |                 |
| 56      | Medische Könige und Regierungszeiten Die medische Königsherrschaft bestand für 269 Jahre. Und Cyrus, der Perser, vernichtete ihr Königreich und regierte es von Persien aus zum Beginn der 55. Olympiade. Nun waren zur 54. Olympiade bereits 216 Jahre vergangen. 3 Jahre (53 Jahre wäre richtig) vor der ersten Olympiade begann die Königsherrschaft in Medien, das ist das 15. Regierungsjahr des Ozias, dem judäischen König. |                 |
| 57      | Die Meder hatten die Herrschaft 269 Jahre inne, beginnend mit Arbacus, der als erster in Medien regierte bis zu Artyagus, den Cyrus vertrieb und das Königreich nach Persien verlegte. | 830/29 v. Chr.  |
| 58      | 1. Arbacus 28 Jahre | 802/1 v. Chr.   |
| 59      | 2. Sosarmus 4 Jahre (richtig wäre 30 Jahre) | 772/1 v. Chr.   |
| 60      | 3. Mamythus 40 Jahre | 732/1 v. Chr.   |
| 61      | 4. Cardyceus 23 Jahre | 709/8 v. Chr.   |
| 62      | 5. Diycus 54 Jahre | 655/4 v. Chr.   |
| 63      | 6. Fraortus 24 Jahre | 631/0 v. Chr.   |
| 64      | 7. Cyaxarus 32 Jahre | 599/8 v. Chr.   |
| 65      | 8. Astyagus 38 Jahre | 561/0 v. Chr.   |
| 66      | Die Herrschaft der Meder dauerte 269 Jahre ab dem 15. Jahr des Ozias, dem König von Iuda, 53 Jahre vor der ersten Olympiade. | 830/29 v. Chr.  |
| 67      | Sie endete jedoch in der 54. Olympiade im 38. Regierungsjahr des Astyagus, den Cyrus in der 54. Olympiade entfernte. | 561/0 v. Chr.   |
| 68      | Das lydische und das medische Königreich wurde unter Cyrus, dem Perser, beseitigt. |                 |
| 69      | Dauer der persischen Herrschaft Cyrus, der persische König, beseitigte das lydische und das medische Königreich und regierte siebeneinhalb Olympiaden. In seinem ersten Regierungsjahr waren 70 Jahre seit der Verbannung des Volkes der Juden vergangen. Er befreite die Menge der Söhne Israels und sie konnten zu ihren Wohnorten zurückkehren. In diesem Jahr war der Beginn der 55. Olympiade.                                | 561/0 v. Chr.   |
| 70      | Die Persische Herrschaft dauerte bis Darius, den der Makedone und Gründer Alexander tötete, 230 Jahre. | 331/0 v. Chr.   |
| 71      | 1. Cirus der Perser 30 Jahre | 531/0 v. Chr.   |
| 72      | 2. Cambysus 9 Jahre | 522/1 v. Chr.   |
| 73      | 3. Serdius 7 (Monate) | 521/0 v. Chr.   |
| 74      | 4. Darius der Jüngere 6 Jahre (richtig wäre 36 Jahre) | 485/4 v. Chr.   |
| 75      | 5. Xerxes der Große 20 Jahre | 465/4 v. Chr.   |
| 76      | 6. Artabanus 7 (Monate) | 465/4 v. Chr.   |
| 77      | 7. Artaxerxes der Kleine 40 Jahre | 425/4 v. Chr.   |
| 78      | 8. Xerxes der Jüngere 2 Monate | 424/3 v. Chr.   |
| 79      | 10. Sogdianus 7 Monate | 424/3 v. Chr.   |
| 80      | 11. Darius der Narr 9 Jahre (richtig wäre 19 Jahre) | 405/4 v. Chr.   |
| 81      | 12. Artaxerxes der Erinnernde 42 Jahre | 363/2 v. Chr.   |
| 82      | 13. Ochus, der Sohn des Artaxerxes 22 Jahre | 341/0 v. Chr.   |
| 83      | 14. Alsus, Sohn des Ochus 4 Jahre | 337/6 v. Chr.   |
| 84      | Alexander, der Makedone und Gründer, beendete die persische Herrschaft, die für 230 Jahre bestand, und überführte sie in die makedonische Herrschaft in der 112. Olympiade. | 331/0 v. Chr.   |

#### Kapitel 6
| Eintrag | Übersetzung | Jahr               |
| ------- | --- | ------------------ |
| 1       | Makedonische Königsherrschaft und von Syrien und Dauer ab Alexander dem Gründer. Alexander, der Sohn des Filippus, begann in der 111. Olympiade über Makedonien zu herrschen. Er eroberte alle Königreiche und brachte sie innerhalb von zwölfeinhalb Jahren unter makedonisches Recht. Er starb nach Jahren und ließ vier Anführer zurück. Er beschloss, dass sein Bruder Fillipus die makedonische Herrschaft übernahm, Antigonus über den Rest Asiens regierte, Filippus genannt Ptolomeus über ganz Ägypten herrschten, Seleucus bekannt als Nicanor ganz Syrien beherrschte. | 323/2 v. Chr.      |
| 2       | Die, die über die Zeit in Syrien herrschten sind diese: |                    |
| 3       | 1. Seleucus der Nicanor (Sieger) 32 Jahre | 273/2 v. Chr.      |
| 4       | 2. Antiochus Soter 19 Jahre | 254/3 v. Chr.      |
| 4       | 3. Antiochus Theoidus 15 Jahre | 239/8 v. Chr.      |
| 5       | 4. Seleucus Callinicus 21 Jahre | 218/7 v. Chr.      |
| 6       | 5. Seleucus Ceraunus 3 Jahre | 215/4 v. Chr.      |
| 7       | 6. Antiochus Megaclus 36 Jahre | 179/8 v. Chr.      |
| 8       | 7. Antiochus Filomitor 12 Jahre | 167/6 v. Chr.      |
| 9       | (8.) Antiochus Epifanius 11 Jahre | 156/5 v. Chr.      |
| 10      | Dieser ist derjenige der den Juden die Ungerechtigkeit auferlegte, dessen Geschichte in den Makkabäerbüchern erzählt wird. |                    |
| 11      | 9. Antiochus Eupator 2 Jahre | 154/3 v. Chr.      |
| 12      | 10. Dimitrius Soter 12 Jahre | 142/1 v. Chr.      |
| 13      | 11. Alexander Grypus 10 Jahre | 132/1 v. Chr.      |
| 14      | 12. Dimitrius Grypus 3 Jahre | 129/8 v. Chr.      |
| 15      | 13. Antiochus Situs 9 Jahre | 120/19 v. Chr.     |
| 16      | 14. Dimitrius iuvenis 4 Jahre | 116/5 v. Chr.      |
| 17      | 15. Antiochus der Grypus 12 Jahre | 104/3 v. Chr.      |
| 18      | 16. Antiochus Cyzicenus 18 Jahre | 86/5 v. Chr.       |
| 19      | 17. Filippus 2 (Jahre) | 84/3 v. Chr.       |
| 20      | Unter Filippus dem letzten Herrscher wurde das Syrische Königreich beseitigt. Die makedonische Vormachtstellung kam in die Hand der Römer. Gaius Iulius der römische Caesar überführte es und es dauerte 221 Jahre, bis die syrische Vormachtstellung beseitigt wurde. |                    |
| 21      | Ägyptische Königsherrschaft und Dauer Die ägyptischen Könige, die Ptolemäer genannt werden, regierten nach dem Abzug Alexanders für 294 Jahre. | 324/3 v. Chr.      |
| 22      | 1. Filippus Ptolemeus 7 Jahre | 317/6 v. Chr.      |
| 23      | 2. Filadelphus Alexander 12 Jahre | 305/4 v. Chr.      |
| 24      | 3. Lagous Ptolemeus 20 Jahre | 285/4 v. Chr.      |
| 31      | 10. (richtig wäre 4.) Filadelfus Soter Ptol. 25 Jahre (richtig wäre 38 Jahr) | 247/6 v. Chr.      |
| 25      | 4. (richtig wäre 5.) Eugergetus Ptolemeus 38 Jahre (richtig wäre 25 Jahre) | 222/1 v. Chr.      |
| 26      | 5. (richtig wäre 6.) Filopator Ptolemeus 17 Jahre | 205/4 v. Chr.      |
| 27      | 6. (richtig wäre 7.) Epifanius Ptolemeus 24 Jahre | 181/0 v. Chr.      |
| 28      | 7. (richtig wäre 8.) Filomitor Ptolemeus 35 Jahre | 146/5 v. Chr.      |
| 29      | 8. (richtig wäre 9.) Eugergetus Fauscus Ptol. 29 Jahre | 117/6 v. Chr.      |
| 30      | 9. (richtig wäre 10.) Soter Ptolemeus 36 Jahre | 81/0 v. Chr.       |
| 32      | 11. Novus Dionysus Ptol. 29 Jahre | 52/1 v. Chr.       |
| 33      | 12. Cleopatra 22 Jahre | 30/29 v. Chr.      |
| 34      | Die ptolemäische Vormachtstellung wurde unter dem römischen Imperator Octavius Augustus während seines 14. Regierungsjahrs beendet. Sie bestand 294 Jahre. |                    |
| 35      | 1. Der erste Hoherpriester wurde Hiesus, der Sohn des Iosedec, zeitgleich mit (der Statthalterschaft des) Zorobabel | um 515 v. Chr.     |
| 36      | 2. Nach diesem Iacimus, der Sohn des Hiesus |                    |
| 37      | 3. Nach diesem Eliasibus, der Sohn des Iacimus |                    |
| 38      | 4. Nach diesem Iodae, der Sohn des Eliasibus |                    |
| 39      | 5. Nach diesem Iohannes, der Sohn des Iodae |                    |
| 40      | 6. Nach diesem Iaddus, der Sohn des Iohannes |                    |
| 41      | Zu dieser Zeit gründete Alexander, der Makedone und Gründer, Alexandria und kam nach Jerusalem Gott den Herrn anzubeten und sprach: „Ehre sei dir, Gott, der du überall lebst, einziger Herrscher.“ | 331 v. Chr.        |
| 42      | 7. Nach diesem Onias, der Sohn des Iaddus |                    |
| 43      | 8. Nach diesem Eleazarus, der Sohn des Onias |                    |
| 44      | Zu dieser Zeit übersetzte man die siebzig Hebräischen Weisheiten in Alexandria und das Gesetz ins Griechische. | um 250 v. Chr.     |
| 45      | 9. Nach diesem Onias, der Sohn des Simon, des Bruders des Eleazar |                    |
| 46      | 10. Nach diesem Simon, der Sohn des Iaddus |                    |
| 47      | Zu dieser Zeit wirkte Hiesus, der Sohn des Sirach, der berühmt war weil er die bedeutenden hebräischen Weisheiten verfasste. | um 190/180 v. Chr. |
| 48      | 11. Nach diesem Onias, der Sohn des Simon |                    |
| 49      | Zu dieser Zeit eroberte Antiochus, der König der Syrer, Judäa und zwang sie Griechisch zu sprechen. | 167 v. Chr.        |
| 50      | 12. Nach diesem Iudas Maccabeus, der Sohn des Onias. | ab 164 v. Chr.     |
| 51      | 13. Nach diesem Ionathas, der Bruder des Iudas. |                    |
| 52      | 14. Nach diesem Simon, der Bruder des Ionathas. |                    |
| 53      | 15. Nach diesem Iohannis, der Sohn des Ionathas, den man Yrcanus nennt. |                    |
| 54      | 16. Nach diesem Aristobolus, der Sohn des Iohannis. Er war der erste Hoherpriester der die Königswürde erlangte. |                    |
| 55      | 17. Nach diesem Ianneus, auch Alexander genannt, sowohl König als auch Hoherpriester. |                    |
| 56      | Bis zu diesem waren sie von Cyrus gesalbt und haben für 483 Jahre ununterbrochen regiert, was 69 Hebdomaden entspricht und endete wie von Danihel vorausgesagt. Nach dem Hoherpriester und König Ianneus, auch Alexander genannt, endete der Ritus den Hoherpriester mittels Salbung zu legitimieren. |                    |
| 57      | 18. Nach diesen regierte seine (des Ianneus) Frau Salinai, auch Alexandra (genannt). |                    |
| 58      | 19. Nach diesem kam es zum Zwist zwischen seinen Söhnen, und Pompiius, der römische Oberbefehlshaber, eroberte Jerusalem und hielt es, bis er die Tempelöffnung erreichte. Damals wurde das Volk der Juden den Römern tributpflichtig. Das Hoherpriestertum vertraute er Yrcano an, und Antipatrus von Aschkelon wurde Verwalter von Palästina. | 63/2 v. Chr.       |
| 59      | Zu dieser Zeit war Gaius Iulius Caesar erster römischer Monarch. Er regierte für 18 Jahre. | 45/4 v. Chr.       |
| 59      | Nach diesem regierte Augustus für 56 Jahre und die ihm nachfolgten. | 12/3 n. Chr.       |

#### Kapitel 7
Bei den angegebenen Regierungszeiten handelt es sich hauptsächlich um das Jahr, in dem die Regierung des jeweiligen Kaisers endete, und nicht um vollendete Regierungsjahre.
| Eintrag | Übersetzung | Jahr        |
| ------- | --- | ----------- |
| 1       | Die römischen Regierungszeiten. Über die Römer regierte als erster Monarch Gaius Iulius Caesar während der 183. Olympiade. Es ist der Gaius Iulius Caesar, der das Schaltjahr und den Sonnenlauf entdeckte. |             |
| 2       | Nach diesem regierte Octavianus, der auch Augustus genannt wird, und diese Konsuln folgten ihm nach: |             |
| 3       | 1. Augustus regierte 56 Jahre. Er war 13 mal Konsul. | 14 n. Chr.  |
| 4       | 2. Tiberius regierte 23 Jahre. Er war 5 mal Konsul. | 37 n. Chr.  |
| 5       | 3. Gaius regierte 10 (richtig wäre 4) Jahre. Er war 4 mal Konsul. | 41 n. Chr.  |
| 6       | 4. Claudius regierte 15 Jahre. Er war 5 mal Konsul. | 55 n. Chr.  |
| 7       | 5. Nero regierte 14 Jahre. Er war 4 mal Konsul. | 69 n. Chr.  |
| 8       | Galba, Stultus, Bitellios (regierten insgesamt) eineinhalb Jahre. | 70 n. Chr.  |
| 17      | 14. Vespasianus regierte 9 Jahre. Er war 10 mal Konsul. | 79 n. Chr.  |
| 9       | 6. Titus regierte 3 Jahre. Er war 8 mal Konsul. | 81 n. Chr.  |
| 10      | 7. Dometianus regierte 16 Jahre. Er war 7 mal Konsul. | 96 n. Chr.  |
| 11      | 8. Nerva regierte 2 Jahre. Er war 4 mal Konsul. | 98 n. Chr.  |
| 12      | 9. Traianus regierte 20 Jahre. Er war 6 mal Konsul. | 117 n. Chr. |
| 13      | 10. Hadrianus regierte 12 (richtig wäre 22) Jahre. Er war 3 mal Konsul. | 138 n. Chr. |
| 14      | 11. Antoninus regierte 13 (richtig wäre 23) Jahre. Er war 4 mal Konsul. | 161 n. Chr. |
| 15      | 12. Marcus, Byrrus regierte 20 Jahre. Er war 24 mal Konsul. | 180 n. Chr. |
| 16      | 13. Commodus regierte 13 Jahre. Er war 7 mal Konsul. | 193 n. Chr. |
| 18      | 15. Pertinax, Didius (regierten insgesamt) X Jahre (Regierungszeit vermutlich mit folgender Zeile vertausch, also: 3 Monate). Sie waren 4 mal Konsul.                                                       | 193 n. Chr. |
| 19      | 16. Severus regierte 3 Monate (richtig wäre 18 Jahre). Er war X mal Konsul. | 211 n. Chr. |
| 20      | 17. Gitas, Caracallus regierte(n) X Jahre (richtig wäre 6 Jahre). Sie waren 25 mal Konsul. | 217 n. Chr. |
| 21      | 18. Macrinus, Iliogabalus regierte(n) (insgesamt) 5 Jahre. Sie waren einmal Konsul. | 222 n. Chr. |
| 22      | 19. Alexander, Sohn der Mamea, regierte 13 Jahre. Er war 3 mal Konsul. | 235 n. Chr. |
| 23      | Maximus regierte 3 Jahre. Er war 2 mal Konsul. | 238 n. Chr. |
| 24      | 20. Balbinus und Publianus und Cordus (regierten insgesamt) 1 Jahr. | 238 n. Chr. |
| 25      | 21. Gordianus regierte 6 Jahre. Er war 2 mal Konsul. | 244 n. Chr. |
| 26      | 22. (22. wäre richtig) Filippus regierte 6 Jahre. Er war 3 mal Konsul. | 249 n. Chr. |
| 27      | 23. Decius regierte 2 Jahre. Er war einmal Konsul. | 251 n. Chr. |
| 28      | 24. Gallus und Volusianus, diese beiden regierten 3 Jahre. Sie waren 7 mal Konsul. | 253 n. Chr. |
| 29      | 25. Emilianus und Valerianus und Calerianus, diese drei regierten zusammen 15 Jahre. Sie waren 7 mal Konsul.                                                                                                | 268 n. Chr. |
| 30      | 26. Gallianus mit Claudius (regierten) 2 Jahre. Sie waren einmal Konsul. | 270 n. Chr. |
| 31      | 27. Cvintillus und Aurilianus regierten 6 Jahre. Sie waren 3 mal Konsul. | 275 n. Chr. |
| 32      | 18. (28. wäre richtig) Tacitus und Florianus (regierten) 1 Jahr. Sie waren einmal Konsul. | 276 n. Chr. |
| 33      | 29. Probus regierte 6 Jahre. Er war 5 mal Konsul. | 282 n. Chr. |
| 34      | 30. Carus und Carinus und Numerianus zusammen (regierten) diese drei zweieinhalb Jahre. Sie waren jeweils 2 mal Konsul.                                                                                     | 284 n. Chr. |
| 35      | 31. Dioclitianus und Maximianus regierten 21 Jahre und Constantius und Maximus regierten 12 Jahre mit ihnen.                                                                                                | 305 n. Chr. |
| 36      | 32. Constantius und Constantinus magnus mit seinem Sohn Constantinus (regierten) 31 Jahre | 336 n. Chr. |
| 37      | 33. Constantinus und Costa und Constantinus iunior (regierten) zusammen 24 Jahre | 360 n. Chr. |
| 38      | 34. Iulianus regierte 2 Jahre. Er war 2 mal Konsul. | 363 n. Chr. |
| 39      | 35. Iobianus regierte 8 Monate. | 364 n. Chr. |
| 40      | 36. Valentinianus und Valens und ihre Söhne Gratianus und Valentinianus (regierten) 22 (richtig wäre 15) Jahre.                                                                                             | 379 n. Chr. |
| 41      | 37. Theodosius magnus mit Arcadius und seinem Sohn Honorius (regierten) zusammen 36 Jahre. | 405 n. Chr. |
| 42      | 38. Theodosius mit Valentinianus (regierten) 51 (richtig wäre 41) Jahre. | 446 n. Chr. |
| 43      | 39. Valentinus mit Marcianus (regierten) 5 Jahre. | 450 n. Chr. |
| 44      | 40. Marcianus alleine (regierte) 7 Jahre. | 457 n. Chr. |
| 45      | 41. Leo mit Anthimus (regierten) 19 Jahre. | 476 n. Chr. |
| 46      | 42. Leo iunior mit Zino (regierten) 2 Jahre. | 478 n. Chr. |
| 47      | 43. Basiliscus und Marcus (regierten) 20 Monate. | 480 n. Chr. |
| 48      | 44. Zino alleine (regierte) X (richtig wäre 11) Jahre. | 491 n. Chr. |
| 49      | 45. Anastasius alleine (regierte) X (richtig wäre 27) Jahre. | 518 n. Chr. |
| 50      | Nun haben wir gewiss alle Regierungszeiten der Könige offenbart. Wir wollen nun zur Herrschaft der Römer übergehen.                                                                                         |             |
| 51      | Bis Cleopatra bestand die Regierungsgewalt aller ägyptischen Ptolemäer für 294 Jahre und nach Cleopatra regierten sie in Ägypten bis heutigen Tag nicht mehr.                                               |             |

#### Kapitel 8
In den Kapiteln 8–11 ist die Liste der römischen Konsuln aufgeführt. Sie ist fehlerhaft und so werden in der Spalte Jahr die im Text angenommene Datierung neben der tatsächlichen Amtszeit angegeben, in denen die genannten das Amt des Konsuls begleiteten. Für Kapitel 8–11 ergibt sich für die Erschaffung Adams das Datum 29. August 5493 v. Chr. wie von Panodorus von Alexandrien oder 25. März 5492 v. Chr. wie von Annianus von Alexandria berechnet. Dies ergibt sich aus der Angabe im Jahre 360/1 in Kapitel 10, dass nun 5852 Jahre vergangen wären.
Kaiser Augustus erhielt wie schon zuvor 56 anstatt 40 Regierungsjahre. Diese enthielt zusätzlich die Zeit von Caesars Tod bis zu seinem tatsächlichen Regierungsantritt. Die Liste der Konsule, die eigentlich zu einem Regierungsantritt des Augustus von 27 v. Chr. passte wurde verschoben und weitere sonst unbekannte Konsule eingefügt. Hierbei handelt es sich wahrscheinlich um Konsulpaare zwischen 11 v. Chr. und 6 n. Chr. Die Geburt Jesu wird ins 5500. Jahr seit Adam ins Jahr 1 n. Chr. datiert. Nach den Berechnungen des Annianus wurde Jesus im 5501. Jahr seit Adam geboren und dieses Datum wurde jedoch mit 9 n. Chr. gleichgesetzt. Panodorus datierte dies zwar in 1 n. Chr. setzt dies jedoch mit dem 5493. Jahr seit Adam gleich.
| Eintrag | Übersetzung | Jahr       | Tatsächliche Amtszeit                              |
| ------- | --- | ---------- | -------------------------------------------------- |
| 1       | In den Tagen, in denen die Ptolemäer über Ägypten regierten führten die Römer Krieg mit den Spaniern und die Römer besiegten die Spanier und erhoben Iulius, den sie auch Caesar nannten, zum Imperator. Dies ist Gaius Iulius Caesar, der auch das Schaltjahr und den Lauf der Sonne entdeckte. Er hatte auch beschlossen das ein Konsulat nur ein Jahr dauern sollte.                                                |            |                                                    |
| 2       | Gaius Iulius Caesar hat für 18 Jahre regiert und nach ihm regierte Octavianus, der auch Augustus genannt wird. |            |                                                    |
| 3       | 1. Gaius Iulius Caesar zweites (es ist wohl erstes mal gemeint) Mal, der hochangesehener Marcus | 60 v. Chr. | 59 v. Chr.                                         |
| 3       | 2. Die hochangesehenen Gratianus und Antoninus | 59 v. Chr. | unbekannt / unbekannt                              |
| 4       | 3. Gaius Iulius Caesar zweites Mal, der hochangesehene Flavius Marcus | 58 v. Chr. | 48 v. Chr. / unbekannt                             |
| 5       | Erster Imperator in Rom war Iulius Caesar für 18 Jahre |            |                                                    |
| 6       | Die hervorragenden Männer Iurtus und Paneus | 57 v. Chr. | 43 v. Chr.                                         |
| 7       | Die hochangesehenen Brutus und Cortilanus |            | 509 v. Chr.                                        |
| 8       | Gaius Iulius Caesar drittes Mal, der hervorragende Lepidus | 56 v. Chr. | 46 v. Chr.                                         |
| 9       | Die hervorragenden Munatius und Planchanus | 55 v. Chr. | 42 v. Chr.                                         |
| 10      | Die hervorragenden Emilius und Caesarius | 54 v. Chr. | 46 v. Chr.                                         |
| 11      | Die hochangesehenen Antonius und Servilianus | 53 v. Chr. | 41 v. Chr.                                         |
| 12      | Die hochangesehenen Chryssaoricus und Crispus | 52 v. Chr. | 41 v. Chr. / unbekannt                             |
| 13      | Die hochangesehenen Octavius und Polion | 51 v. Chr. | 43 v. Chr. / 40 v. Chr.                            |
| 14      | Die hochangesehenen Consorius und Savinus | 50 v. Chr. | 39 v. Chr.                                         |
| 15      | Die hochangesehenen Pulcus und Enobaudus | 49 v. Chr. | 38 v. Chr.                                         |
| 16      | Die hochangesehenen Gallus und Agrippinus | 48 v. Chr. | 37 v. Chr.                                         |
| 17      | Die hochangesehenen Octavianus und Nerv der Sohn | 47 v. Chr. | 43 v. Chr. / 36 v. Chr.                            |
| 18      | Die hochangesehenen Pompiius und Cornilius (eventuell ist jedoch der Suffektkonsul dieses Jahres P. Cornelius Dolabella gemeint) | 46 v. Chr. | 35 v. Chr.                                         |
| 19      | Die hochangesehenen Libonus und Antoninus | 45 v. Chr. | 34 v. Chr.                                         |
| 20      | Die hervorragenden Cicero und Publicollato | 44 v. Chr. | 30 v. Chr. / 36 v. Chr.                            |
| 21      | Als diese Konsule waren, wurde Iulius Caesar ermordet und Octavianus, der auch Augustus genannt wird, übernahm die Herrschaft für 56 Jahre und übernahm 13 mal das Amt des Konsuls. Das waren seit Adam bis zum Beginn der Herrschaft des Augustus 5467 Jahre. | 44 v. Chr. | 44 v. Chr.                                         |
| 22      | 1. Augustus zum ersten (richtig wäre zum zweiten) Mal und Tollius | 43 v. Chr. | 33 v. Chr.                                         |
| 23      | 2. Augustus zum zweiten (zum dritten) Mal und Socius | 42 v. Chr. | 31 v. Chr. / 32 v. Chr.                            |
| 24      | 3. Augustus zum dritten (richtig wäre zum vierten) Mal und Crassus | 41 v. Chr. | 30 v. Chr.                                         |
| 25      | 4. Augustus zum vierten Mal (richtig wäre zum fünften) und Messalus | 40 v. Chr. | 29 v. Chr.                                         |
| 26      | 5. Thenebaudus zum fünften Mal und Scipio | 39 v. Chr. | 16 v. Chr.                                         |
| 27      | 6. Augustus zum sechsten Mal (richtig wäre zum fünften) und Apulius | 38 v. Chr. | 29 v. Chr.                                         |
| 28      | 7. Augustus zum siebten Mal und Agrippa | 37 v. Chr. | 27 v. Chr.                                         |
| 29      | Als diese Konsule waren, wurde Carthago am Idus des Juli (15. Juli), am 18. Ipip, neu gegründet. | 36 v. Chr. | 29 v. Chr.                                         |
| 30      | 8. Augustus zum achten Mal (richtig wäre zum neunten) und Silvanus | 35 v. Chr. | 25 v. Chr.                                         |
| 31      | 9. Augustus zum Neunten Mal (richtig wäre zum achten) und Taurus | 34 v. Chr. | 26 v. Chr.                                         |
| 32      | 10. Augustus zum zehnten Mal und Sullius | 33 v. Chr. | 24 v. Chr. / 5 v. Chr.                             |
| 33      | 11. Augustus zum elften Mal und Piso | 32 v. Chr. | 23 v. Chr.                                         |
| 34      | In dieser Zeit während dem Konsulat des Lentulus und Silvanus sah Zacharias eine Engelserscheinung im Tempel des Herrn. |            | 18 v. Chr. / 17 v. Chr. oder 3 v. Chr. / 2 v. Chr. |
| 35      | 12. Aruntius und Marcellius | 31 v. Chr. | 22 v. Chr.                                         |
| 36      | 13. Celsus und Uberius | 30 v. Chr. | unbekannt / 11 v. Chr.                             |
| 37      | 14. Tullius und Emellius | 29 v. Chr. | 21 v. Chr.                                         |
| 38      | 15. Asperius und Severius | 28 v. Chr. | 20 v. Chr.                                         |
| 39      | 16. Saturninus und Cinnus | 27 v. Chr. | 19 v. Chr.                                         |
| 40      | Lentulus und Silvanus | 26 v. Chr. | 18 v. Chr. / 17 v. Chr.                            |
| 41      | In dieser Zeit kündigte ein Engel der Elisabeth (die Geburt des) Iohannes an, während dem Konsulat des Lentulus und Silvanus, am 8. Tag zu den Kalenden von April (25. März) |            | 18 v. Chr. / 17 v. Chr. oder 3 v. Chr. / 2 v. Chr. |
| 42      | 18. Savinus und Antoninus | 25 v. Chr. | 4 v. Chr. / 10 v. Chr.                             |
| 43      | 19. Lentulus zum zweiten Mal und Lepidus | 24 v. Chr. | 14 v. Chr. / 21 v. Chr.                            |
| 44      | 20. Rufinus und Piso | 23 v. Chr. | 16 v. Chr. / 15 v. Chr.                            |
| 45      | 21. Mesallus und Serinianus | 22 v. Chr. | 12 v. Chr.                                         |
| 46      | 22. Maximus und Tubero | 21 v. Chr. | 11 v. Chr.                                         |
| 47      | 23. Africanus und Maximus | 20 v. Chr. | 10 v. Chr.                                         |
| 48      | 25. Aruntius und Priscus | 19 v. Chr. | 22 v. Chr. / 9 v. Chr.                             |
| 49      | 26. Censorinus und Gallio | 18 v. Chr. | 8 v. Chr.                                          |
| 50      | 27. Nero und Placidus | 17 v. Chr. | 7 v. Chr.                                          |
| 51      | 28. Balbinus und Beretus | 16 v. Chr. | 6 v. Chr.                                          |
| 52      | In dieser Zeit wurde der Engel Gabrihel zur Jungfrau Maria geschickt, im 13. Jahr des Augustus am 8. Tag zu den Kalenden von April (25. März) |            | 14 v. Chr.                                         |
| 53      | 29. Felecius und Suilius | 15 v. Chr. | unbekannt / 5 v. Chr.                              |
| 54      | 30. Lentulus und Auxonius | 14 v. Chr. | 3 v. Chr. / unbekannt                              |
| 55      | 31. Caesarius und Austorinus | 13 v. Chr. | 1 n. Chr. / 2 v. Chr.                              |
| 56      | 32. Silvanus und Paulinus | 12 v. Chr. | 2 v. Chr. / 1 n. Chr.                              |
| 57      | Im sechsten Monat reiste Maria zu ihrer Verwandten Elisabeth und sie Elisabeth begrüßte sie und sagte zu ihr: Wie kommt es, dass die Mutter meines Herrn zu mir kommt, dass das Kind in meinem Leib vor Freude springen und dich gesegnet. |            |                                                    |
| 58      | 33. Priscus und Romanus | 11 v. Chr. | unbekannt                                          |
| 59      | 34. Iuktos und Protarchus | 10 v. Chr. | unbekannt                                          |
| 60      | 35. Senecio und Bardo | 9 v. Chr.  | unbekannt                                          |
| 61      | 36. Timagenes und Nigrianus | 8 v. Chr.  | unbekannt                                          |
| 62      | 37. Syrianus und Peregrinus | 7 v. Chr.  | unbekannt                                          |
| 63      | 38. Xifidius und Marcellus | 6 v. Chr.  | unbekannt                                          |
| 64      | In dieser Zeit unter Augustus wurde Johannes der Täufer, der Sohn des Zacharias, am 8. Tag zu den Kalenden von Juli (24. Juni) geboren. |            |                                                    |
| 65      | 39. Frurus und Autorinus | 5 v. Chr.  | unbekannt                                          |
| 66      | 40. Augustus (zum zwölften Mal) und Sacerdus | 4 v. Chr.  | 5 v. Chr. / unbekannt                              |
| 67      | 41. Pompiianus und Pluto | 3 v. Chr.  | unbekannt                                          |
| 68      | 42. Augustus (zum dreizehnten Mal) und Silvanus | 2 v. Chr.  | 2 v. Chr.                                          |
| 69      | 43. Antulus und Iulius | 1 v. Chr.  | unbekannt / 1 n. Chr.                              |
| 70      | 44. Augustus (zum dreizehnten Mal) und Silvanus | 1 n. Chr.  | 2 v. Chr.                                          |
| 71      | Als diese Konsule unter Augustus waren, wurde unser Herr Jesus Christus am 8. Tag zu den Kalenden von Januar (25. Dezember) geboren. Er wurde nach Eusebius an dem einsamen Ort mit dem Namen Fuusdu. An dem Tag an dem er geboren wurde sahen die Hirten einen Stern am 28. Choiak (24./25. Dezember). |            |                                                    |
| 72      | Das waren seit Adam bis zur Geburt unseres Herren Jesus Christus 5500 Jahre. |            | 7/8 n. Chr.                                        |
| 73      | 45. Bincius und Birrus | 2 n. Chr.  | 2 n. Chr.                                          |
| 74      | 46. Caesarius und Serbilius | 3 n. Chr.  | 1 n. Chr. / 3 n. Chr.                              |
| 75      | 47. Macrinus und Saturninus | 4 n. Chr.  | unbekannt / 4 n. Chr.                              |
| 76      | 48. Sacerdus und Bolensus | 5 n. Chr.  | unbekannt / 5 n. Chr.                              |
| 77      | 49. Lepidus und Arruntius | 6 n. Chr.  | 6 n. Chr.                                          |
| 78      | In diesen Tagen unter Augustus an den Kalenden von Januar (1. Januar) brachten die Weisen ihm Geschenke und verehrten ihn. Die Weisen wurden Bithisarea, Melchior und Gathaspa genannt. |            |                                                    |
| 79      | Als Herodes von den Weisen hörte, dass ein König geboren sei, war er verwirrt und ganz Jerusalem mit ihm. Als er begriff, dass er von den Weisen reingelegt worden war, schickte er seine Mörder los und sagte zu ihnen: Tötet alle Jungen im Alter von zwei Jahren und darunter. |            |                                                    |
| 80      | Herodes beklagte sich über Iohannes und schickte Diener vor den Altar zu Zacharias und sagten zu ihm: Wo hast du deinen Sohn versteckt? Weißt du nicht, dass ich die Macht habe dich zu töten und dein Blut (Leben) in meiner Hand ist? Und Zacharias sagte: Ich bin der Zeuge des lebenden Gottes. Wenn du mein Blut vergießt, wird mein Seele von Gott errettet werden und bei Morgengrauen wurde Zacharias getötet. |            |                                                    |

#### Kapitel 9
Es fehlen drei Konsulpaare aus der Regierungszeit des Vespasian. Nach 96 n. Chr. bricht die Liste ab. Unter dem letzten Eintrag findet man die Notiz „desiderantur plurima“, also „ein großer Teil fehlt“.
| Eintrag | Übersetzung | Jahr       | Tatsächliche Amtszeit                |
| ------- | --- | ---------- | ------------------------------------ |
| 1       | 50. Criticus und Nerva | 7 n. Chr.  | 7 n. Chr.                            |
| 2       | 51. Camerinus und Birillus | 8 n. Chr.  | 9 n. Chr. / unbekannt                |
| 3       | 52. Dolomallus und Sofianus | 9 n. Chr.  | 10 n. Chr.                           |
| 4       | 53. Cyntillianus und Babilius | 10 n. Chr. | 8 n. Chr. / unbekannt                |
| 5       | Als Elisabeth erkannte, dass Iohannes gesucht wurde, ergriff sie ihn und bestieg das Gebirge und schaute, wo sie ihn verbergen könne, sie fand jedoch keinen Ort zum Verstecken. Damals seufzte Elisabeth und rief aus: Berg des Gottes, nimm mich auf, eine Mutter mit ihrem Kind. Und sofort öffnete sich der Berg und nahm sie auf. |            |                                      |
| 6       | 54. Germanicus und Carpus | 11 n. Chr. | 12 n. Chr.                           |
| 7       | 55. Austorius und Silvanus | 12 n. Chr. | unbekannt / 10 n. Chr.               |
| 8       | 56. Plachnus und Avitus | 13 n. Chr. | 13 n. Chr. / unbekannt               |
| 9       | 57. Pompiianus und Flaccus | 14 n. Chr. | 14 n. Chr. / 15 n. Chr.              |
| 10      | Als diese Konsule waren starb Augustus |            | 14 n. Chr.                           |
| 11      | Und Tiberius regierte für 22 Jahre und übernahm 7 mal das Amt des Konsuls. |            | 37 n. Chr.                           |
| 12      | 58. Tiberius Augustus und Germanus | 15 n. Chr. | 18 n. Chr.                           |
| 13      | 59. Flaubius und Rufinus | 16 n. Chr. | 17 n. Chr.                           |
| 14      | 60. Drusullus und Soranus | 17 n. Chr. | 15 n. Chr.                           |
| 15      | In diesen Tagen haben sie um Zacharias getrauert und weinten drei Tage und drei Nächte um ihn. Und Gott, der Herr erhob ihnen Symeon anstelle von Zacharias empor. Dieser erhielt von einem Engel die Mitteilung, dass er nicht den Tod sehen werde, bevor er Christus, den Herrn aus Fleisch erblickt habe. Und sagte als er ihn sah: Nun entlässt du deinen Diener, Herr, in Frieden, da meine Augen den Heiland geschaut haben, den du vor den Angesichtern aller Völker vorbereitet hast, ein Licht zur Erhellung der Stämme und zum Ruhm für dein Volk Israel. |            |                                      |
| 16      | 61. Taurus und Libo | 18 n. Chr. | 16 n. Chr.                           |
| 17      | 62. Silvanus und Gerontius | 19 n. Chr. | 19 n. Chr. / unbekannt               |
| 18      | 63. Mesaulicus und Balbinus | 20 n. Chr. | 20 n. Chr. / 19 n. Chr.              |
| 19      | 64. Tiberius Aug. zum zweiten Mal (richtig wäre zum vierten Mal) und Colta | 21 n. Chr. | 21 n. Chr. / 20 n. Chr.              |
| 20      | 65. Agrippa und Drusus | 22 n. Chr. | 22 n. Chr. / 21 n. Chr.              |
| 21      | Damals erhielt Ioseph einen Hinweis und nahm Iesus und Maria und floh nach Ägypten und blieb dort 12 Monate, worüber ich jetzt schweigen werde. |            |                                      |
| 22      | 66. Nero und Lentulus | 23 n. Chr. | unbekannt / 25 n. Chr.               |
| 23      | 67. Celethus und Piso | 24 n. Chr. | 24 n. Chr. / 27 n. Chr.              |
| 24      | 68. Getulus und Barro | 25 n. Chr. | 26 n. Chr. / 24 n. Chr.              |
| 25      | Und Iesus kam und vollbrachte Wunder unter den Konsulen Asiaticus und Silvanus, indem er am 6. Tag zu den Kalenden von November (27. Oktober) aus Wasser Wein machte. | 26 n. Chr. | 45 n. Chr. / 28 n. Chr.              |
| 26      | Crassus (und) Tiberius | 27 n. Chr. | 27 n. Chr. / 31 n. Chr.              |
| 27      | Serinianus (und) Secundus | 28 n. Chr. | 31 n. Chr. / 35 n. Chr.              |
| 28      | Unter dem Konsul Meura wurde er von Iohannes am 8. Tag zu den Kalenden im Januar (25. Dezember) getauft. | 29 n. Chr. | 28 n. Chr.                           |
| 29      | 69. Tiberius zum vierten Mal und Antoninus | 30 n. Chr. | 21 n. Chr. / 45 n. Chr.              |
| 30      | Unter dem Konsul Rubellionus wurde er auf dem Berg am 14. Tag zu den Kalenden von April (19. März) verwandelt. Er offenbarte die Mysterien seinen Jüngern am 9. Tag zu den Kalenden von April (24. März) unter dem Konsul Rubellionus. |            | 29 n. Chr.                           |
| 31      | 70. Tiberius zum fünften Mal und Priscus | 31 n. Chr. | 31 n. Chr. / 67 n. Chr.              |
| 32      | 71. Bicinus und Arruntius | 32 n. Chr. | 30 n. Chr. / 32 n. Chr.              |
| 33      | Zur selben Zeit war der Geburtstag des Herodes. Die Tochter der Herodias tanzte in ihrer Mitte und bat um den Kopf des Iohannes. Und Iohannes Kopf wurde auf einem Teller gebracht am 6. Tag zu den Kalenden von Juni (27. Mai), den 2. Pauni. |            |                                      |
| 34      | Unser Herr Iesus Christus wurde von Iudas verraten am 8. Tag zu den Kalenden von April (25. März) als Rubellionus Konsul war. Als die Torhüterin Petrus sah erkannte sie ihn und sagte zu ihm: Wahrhaftig auch du gehörst zu jenen, denn auch deine Art zu Reden verrät dich. Er leugnete es und sagte: Ich gehöre nicht dazu. Und sofort krähte ein Hahn. Der Name der Torwächterin soll Ballia gelautet haben, der mit „fragen“ übersetzt wird. |            | 29 n. Chr.                           |
| 35      | 72. Tiberius zum sechsten Mal und Silius | 33 n. Chr. | unbekannt / 28 n. Chr.               |
| 36      | Im selben Jahr unter dem Konsul Rubellionus wurde unser Herr Iesus Christus gekreuzigt, am 8. Tag zu den Kalenden von April (25. März), der auch der 29. Famenoth war. |            | 29 n. Chr.                           |
| 37      | Der Soldat, der Hieremias, das ist Adlas (der Erhöhte), genannt wird, bewachte das Kreuz. Der Centurio wird Apronianualius (Apronianus) genannt. |            |                                      |
| 38      | Von den beiden Engel, die im Grab waren, nennt man den einen Azahel, was Gerechtigkeit Gottes bedeutet, und den anderen Caldu, was stark bedeutet. Iudas ging weg und erhängte sich an einem Baum, den wir Tamariske nennen. Unter dem Konsul Rubellionus war unser Herr Iesus Christus wieder auferstanden am 6. Tag zu den Kalenden von April (27. März). Unser Herr ist aufgestiegen am 3. Tag zu den Nonen von Mai (5. Mai). |            | 29 n. Chr.                           |
| 39      | Der Heiliger Geist wurde an den Iden des Mai (15. Mai) entsendet. Nach dem Aufstieg des Herrn und nach der Passion des Stephanus wurde der Apostel Paulus zu den Aposteln gezählt am 6. Tag zu den Iden von Januar (8. Januar) unter dem Konsul Rubellionus, 8 Monate nach dem Aufstieg unseres Erretters und 11 Tage nach der Passion des Stephanus, ein Tag vor der Epiphanie. |            | 29 n. Chr.                           |
| 40      | 72. Sipius und Sulanus | 34 n. Chr. | 33 n. Chr.                           |
| 41      | 73. Persicus und Bitellius | 35 n. Chr. | 34 n. Chr.                           |
| 42      | 74. Tiberius Augustus und Drusus | 36 n. Chr. | 21 n. Chr.                           |
| 43      | Als diese Konsule waren starb Tiberius. |            | 37 n. Chr.                           |
| 44      | Und Gaius der Gallier regierte an seiner Statt für vier Jahre und übernahm 4 mal das Amt des Konsuls. |            | 41 n. Chr.                           |
| 45      | 75. Gaius Gallus Agustus zum dritten Mal und Sulla | 37 n. Chr. | 40 n. Chr. / 33 n. Chr.              |
| 46      | 76. Gaius Agustus zum vierten Mal und Apollio | 38 n. Chr. | 41 n. Chr. / 39 n. Chr.              |
| 47      | 77. Venustus und Saturninus | 39 n. Chr. | unbekannt / 41 n. Chr.               |
| 48      | Scurdus und Clement | 40 n. Chr. | unbekannt / unbekannt                |
| 49      | Als diese Konsule waren starb Gaius Gallus. |            | 41 n. Chr.                           |
| 50      | Und Claudius regierte an seiner Statt für 4 (richtig wäre 14) Jahre und übernahm 5 mal das Amt des Konsuls. |            | 54 n. Chr.                           |
| 51      | 78. Claudius und Taurus | 41 n. Chr. | 37 n. Chr. / 44 n. Chr.              |
| 52      | 79. Crispinus und Cornilius | 42 n. Chr. | 44 n. Chr. / 45 n. Chr.              |
| 53      | 80. Asiaticus und Silvanus | 43 n. Chr. | 46 n. Chr.                           |
| 54      | 81. Bincomallus und Beretus | 44 n. Chr. | 45 n. Chr. / 46 n. Chr.              |
| 55      | 82. Claudius zum zweiten Mal und Publius | 45 n. Chr. | 42 n. Chr. / 48 n. Chr.              |
| 56      | 83. Bitellus und Gallio | 46 n. Chr. | 48 n. Chr.                           |
| 57      | 84. Claudius zum dritten Mal und Antoninus | 47 n. Chr. | 43 n. Chr. / 53 n. Chr.              |
| 58      | 85. Beretus und Silvius | 48 n. Chr. | 50 n. Chr.                           |
| 59      | 86. Claudius zum vierten Mal und Orfitus | 49 n. Chr. | 47 n. Chr. / 51 n. Chr.              |
| 60      | 87. Silvanus und Crispinus | 50 n. Chr. | 45 n. Chr. / 44 n. Chr.              |
| 61      | 88. Marcellinus und Agiola | 51 n. Chr. | 54 n. Chr.                           |
| 62      | 89. Nero, Sohn des Claudius und Beretus | 52 n. Chr. | 55 n. Chr.                           |
| 63      | 110. (richtig wäre 90.) Claudius Augustus zum fünften Mal und Nerva | 53 n. Chr. | 51 n. Chr. / 50 n. Chr.              |
| 64      | 111. (richtig wäre 91.) Saturninus und Scipio | 54 n. Chr. | 56 n. Chr.                           |
| 65      | Als diese Konsule waren starb Claudius. | 54 n. Chr. | 54 n. Chr.                           |
| 66      | Und die Herrschaft übernahm sein Sohn Nero für 4 (richtig wäre 14) Jahre und übernahm 5 mal das Amt des Konsuls. | 68 n. Chr. | 68 n. Chr.                           |
| 67      | 112. (richtig wäre 92.) Nero Augustus zum zweiten Mal und Rufus | 55 n. Chr. | 57 n. Chr. / 63 n. Chr.              |
| 68      | 113. (richtig wäre 93.) Saturninus und Puplius | 56 n. Chr. | 56 n. Chr.                           |
| 69      | 94. Nero Augustus zum dritten Mal und Poso | 57 n. Chr. | 58 n. Chr. / 57 n. Chr.              |
| 70      | Als diese Konsule waren, wurde der gesegnete Apostel Petrus unter Nero in Rom mit dem Kopf nach unten gekreuzigt und auch der Heilige Apostel Paulus wurde geköpft. Sie wurden am 3. Tag zu den Kalenden von Juli (29. Juni), was dem 5. Epifi entspricht. |            |                                      |
| 71      | 95. Marcellinus und Gallianus | 58 n. Chr. | 62 n. Chr.                           |
| 72      | 96. Nero (zum vierten Mal) und Cornifilus | 59 n. Chr. | 60 n. Chr.                           |
| 73      | 97. Rigolus und Bassianus | 60 n. Chr. | 63 n. Chr. / 64 n. Chr.              |
| 74      | 98. Silvanus und Crispinus | 61 n. Chr. | 65 n. Chr. / 44 n. Chr.              |
| 75      | 99. Celestinus und Salustius | 62 n. Chr. | 66 n. Chr. / 44 n. Chr.              |
| 76      | 100. Capito und Flavius | 63 n. Chr. | 67 n. Chr. / 70 n. Chr.              |
| 77      | 101. Romillus und Lucius | 64 n. Chr. | unbekannt / 66 n. Chr.               |
| 78      | 102. Secundus und Maronius | 65 n. Chr. | unbekannt                            |
| 79      | 103. Longinus und Apulius | 66 n. Chr. | unbekannt / 49 n. Chr.               |
| 80      | 104. Iulius und Paulinus | 67 n. Chr. | 67 n. Chr. / 66 n. Chr.              |
| 81      | Als diese Konsule waren, wurde Nero von der Regierung entfernt |            | 68 n. Chr.                           |
| 82      | Und Galba übernahm seine Regierung für vier Monate und wurde ermordet. Und Otho regierte 7 Monate und wurde getötet. Und es regierte Bitelleus für 5 Monate und wurde getötet. |            | 69 n. Chr.                           |
| 83      | Und die Regierung übernahm Vespasianus für 10 Jahre und übernahm 9 mal das Amt des Konsuls. |            | 79 n. Chr.                           |
| 84      | Nach dem Konsulat von Galba und Italicus | 68 n. Chr. | 69 n. Chr. / 68 n. Chr.              |
| 85      | 105. Vespasianus Augustus und sein Sohn Titus, der Caesar zum ersten Mal | 69 n. Chr. | 51 n. Chr. / 70 n. Chr.              |
| 86      | 106. Vespasianus Augustus zum zweiten Mal und Titus Caesar | 70 n. Chr. | 70 n. Chr. / 72 n. Chr.              |
| 87      | 107. Vespasianus zum dritten Mal und Titus Caesar | 71 n. Chr. | 71 n. Chr. / 74 n. Chr.              |
| 88      | 108. Vespasianus zum vierten Mal und Titus zum fünften Mal | 72 n. Chr. | 72 n. Chr. / 76 n. Chr.              |
| 89      | Als diese Konsule waren, wurden die Juden besiegt unter den Imperatoren Vespasianus und Titus und Judäa wurde verwüstet. |            |                                      |
| 90      | 109. Vespasianus und Titus zum sechsten Mal | 76 n. Chr. | 75 n. Chr. / 77 n. Chr.              |
| 91      | 110. Vespasianus zum siebten Mal und Nerva | 77 n. Chr. | 76 n. Chr. / 71 n. Chr.              |
| 92      | 111. Vespasianus zum achten Mal und Commodus | 78 n. Chr. | 77 n. Chr. / 78 n. Chr.              |
| 93      | 112. Vespasianus zum neunten Mal und Titus | 79 n. Chr. | 79 n. Chr.                           |
| 94      | Als diese Konsule waren starb Vespasianus. |            | 79 n. Chr.                           |
| 95      | Und Titus ergriff die Herrschaft für 2 Jahre und übernahm 2 mal das Amt des Konsuls. |            | 81 n. Chr.                           |
| 96      | 113. Titus Augustus zum achten Mal und Birrus | 80 n. Chr. | 80 n. Chr. / 81 n. Chr.              |
| 97      | 114. Silvanus und Commodus | 81 n. Chr. | 81 n. Chr. / 78 n. Chr.              |
| 98      | Als diese Konsule waren starb Titus. | 81 n. Chr. | 81 n. Chr.                           |
| 99      | Und seine Regierung übernahm Dometianus für (richtig wäre 16) Jahre und übernahm 9 mal das Amt des Konsuls. | 96 n. Chr. | 96 n. Chr.                           |
| 100     | 115. Dometianus Augustus zum ersten Mal und Messalinus und Rufus | 82 n. Chr. | 83 n. Chr. / 73 n. Chr. / 83 n. Chr. |
| 101     | 116. Dometianus zum zweiten Mal und Sabinianus | 83 n. Chr. | 84 n. Chr.                           |
| 102     | 117. Dometianus zum dritten Mal und Cerilaus | 84 n. Chr. | 85 n. Chr.                           |
| 103     | 118. Dometianus zum vierten Mal und Dolomallus | 85 n. Chr. | 86 n. Chr.                           |
| 104     | 119. Dometianus zum fünften Mal und Savinus | 86 n. Chr. | 87 n. Chr. / 84 n. Chr.              |
| 105     | 120. Die hochangesehenen Flavius und Crispus | 87 n. Chr. | unbekannt / unbekannt                |
| 106     | 121. Glabrio und Nerva | 88 n. Chr. | 91 n. Chr. / 90 n. Chr.              |
| 107     | 122. Dometianus zum sechsten Mal und Rufinus | 89 n. Chr. | 88 n. Chr.                           |
| 108     | 123. Dometianus zum siebten Mal und Nigrianus | 90 n. Chr. | 90 n. Chr. / unbekannt               |
| 109     | 124. Asperiatus und Papiscus | 91 n. Chr. | 94 n. Chr. / unbekannt               |
| 110     | 125. Sinator und Longinus | 92 n. Chr. | unbekannt / 90 n. Chr.               |
| 111     | 126. Modestus und Bustrus | 93 n. Chr. | unbekannt / unbekannt                |
| 112     | 127. Dometianus und Priscus | 94 n. Chr. | 92 n. Chr. / unbekannt               |
| 113     | 128. Senecio und Palma | 95 n. Chr. | 99 n. Chr.                           |
| 114     | 129. Crispus und Soranus | 96 n. Chr. | unbekannt / unbekannt                |

#### Kapitel 10
Das neunte Kapitel bricht Ende des 1. Jahrhunderts n. Chr. während der Regierung des Vespasian ab. Von dem zehnten Kapitel fehlen die ersten elf Einträge. Hieraus lässt sich ableiten, dass das zehnte Kapitel ursprünglich 285 n. Chr. mit der Regierung des Diokletian begann und das neunte somit mit Carinus endete.
| Eintrag | Übersetzung | Jahr        | Tatsächliche Amtszeit                   |
| ------- | --- | ----------- | --------------------------------------- |
| 1       | 12. Diocletianus Augustus zum fünften (richtig wäre zum sechsten) Mal und Maximin Caesar (richtig wäre Constantius) zum zweiten Mal | 296 n. Chr. | 296 n. Chr.                             |
| 2       | 13. Maximin Caesar zum fünften Mal und Maximin Caesar zum fünften (richtig wäre zum zweiten) Mal | 297 n. Chr. | 297 n. Chr.                             |
| 3       | Die hochangesehenen Faustus und Tatianus | 298 n. Chr. | 298 n. Chr. / 301 n. Chr.               |
| 4       | Die hochangesehenen Constantinus und Maximinianus | 299 n. Chr. | 300 n. Chr.                             |
| 5       | Die hochangesehenen Dioclitianus und Maximinianus | 300 n. Chr. | 299 n. Chr.                             |
| 6       | Die hochangesehenen Tatianus und Nepotianus | 301 n. Chr. | 301 n. Chr.                             |
| 7       | Constantinus und Maximus, der neue Caesar, zum vierten Mal | 302 n. Chr. | 302 n. Chr.                             |
| 8       | Als diese Konsule waren kam Dioclitianus nach Alexandria und beseitigte die Kirchen und viele wurden gemartert, unter ihnen auch der gesegnete Petrus, der Bischof von Alexandria, der enthauptet wurde am 7. Tag zu den Kalenden von Dezember (25. November). Im selben Jahr wurde Alexandria eine Befestigung gewährt und Dioklitianus ließ ein Bad erbauen. |             |                                         |
| 9       | die edlen Augusti Dioclitianus und Maximus, zum siebten Mal | 303 n. Chr. | 303 n. Chr.                             |
| 10      | Dioclitianus und Maximus zum achten Mal | 304 n. Chr. | 304 n. Chr.                             |
| 11      | Als diese Konsule waren kam es im Westen zur Christenverfolgung und viele wurden gemartert, unter ihnen auch der Bischof Timotheus, der in Karthago prahlerisch gemartert wurde. |             |                                         |
| 12      | die edlen Augusti Dioclitianus zum neunten Mal und Constantius zum fünften Mal | 305 n. Chr. | 304 / 305 n. Chr.                       |
| 13      | die unbesiegbaren Dioclitianus zum zehnten Mal und Maximianus zum achten Mal | 306 n. Chr. | 308 / 304 n. Chr.                       |
| 14      | Constantinus Caesare und der edle Maximianus zum fünften Mal | 307 n. Chr. | 305 n. Chr.                             |
| 15      | Als diese Konsule waren zog sich Dioclitianus von der Regierung zurück und Constantius dankte ab und zog sich nach Bizantius zurück. |             |                                         |
| 16      | Die neuen Augusti Licinius und Constantinus zum ersten Mal | 308 n. Chr. | 309 n. Chr.                             |
| 17      | Lucinius und Constantius zum zweiten Mal | 309 n. Chr. | 312 n. Chr.                             |
| 18      | Als diese Konsule waren starb Maximus, der Sohn des Dioclitianus, und die Herrschaft übernahm Constantius mit seinen Söhnen. |             |                                         |
| 19      | Die hochangesehenen Constantinus und Constantius | 310 n. Chr. | 320 n. Chr.                             |
| 20      | Die hochangesehenen Rufus und Savinus | 311 n. Chr. | 316 n. Chr.                             |
| 21      | Constantius Augustus zum vierten Mal und Licinius Caesare zum dritten Mal | 312 n. Chr. | 315 / 313 n. Chr.                       |
| 22      | Die hochangesehenen Volusianus und Annanius | 313 n. Chr. | 314 n. Chr.                             |
| 23      | Die hochangesehenen Galicanus und Bassus | 314 n. Chr. | 317 n. Chr.                             |
| 24      | Die Caesaren Licinius und Crispus | 315 n. Chr. | 318 n. Chr.                             |
| 25      | Als diese Konsule waren starb Constantius und die Regierung erhielt Constantinus mit seinen fünf Söhnen Constantius und Licinius und Crispus und Constantinus und er gründete Konstantinopel |             |                                         |
| 26      | Constantinus Augustus zum fünften Mal und der neue Caesar Constantius | 316 n. Chr. | 319 / 320 n. Chr.                       |
| 27      | Constantinus Augustus zum sechsten Mal und Licinius der Jüngere zum ersten Mal | 317 n. Chr. | 320 / 319 n. Chr.                       |
| 28      | In diesem Jahr wurde das verehrte Holz des Kreuz unseres Herren und Erlösers Iesus Christus in Jerusalem durch die gesegnete Helena, der Kaiserin und Mutter des Constantinus, am 8. Tag zu den Kalenden von Dezember (24. November), der auch der 17. Thoth war, aufgefunden.                                                                                 |             |                                         |
| 29      | Die edlen Caesaren Crispus und Constantius, Söhne des Augustus, zum zweiten Mal | 318 n. Chr. | 321 n. Chr.                             |
| 30      | Die hochangesehenen Severus und Rufinus | 319 n. Chr. | 323 n. Chr.                             |
| 31      | Crispus und Constantius der Zweite, der Caesar | 320 n. Chr. | 324 n. Chr.                             |
| 32      | Die hochangesehenen Probinus und Iulianus | 321 n. Chr. | 322 n. Chr.                             |
| 33      | In diesem Jahr wurde eine Synode in Nicea mit 318 Bischöfen unter dem Erzbischof Alexander von Alexandria abgehalten, bei der die Trinität und die Aggressivität des Arius erkannt wurde und seine Irrlehre beendet wurde. |             | 325 n. Chr.                             |
| 34      | Constantinus Augustus zum vierten Mal und Constans Augustus zum dritten Mal | 322 n. Chr. | 315 / 346 n. Chr.                       |
| 35      | die unbesiegbaren Augusti Constantinus Augustus zum fünften Mal und Constans zum zweiten Mal | 323 n. Chr. | 319 / 342 n. Chr.                       |
| 36      | Licinius und Crispinus, die neuen Caesaren | 324 n. Chr. | 319 / 318 n. Chr.                       |
| 37      | In diesem Jahr starb in Alexandria der Bischof Alexander am 22. Framuthi (17. April) und ihm folgte Athanasius im Priesteramt für 46 Jahre nach. |             |                                         |
| 38      | Constantinus Augustus zum siebten Mal und Constantius zum sechsten Mal | 325 n. Chr. | 326 / 320 n. Chr.                       |
| 39      | Crispinius und Licinius zum zweiten Mal | 326 n. Chr. | 321 n. Chr.                             |
| 40      | die Augusti Constans zum siebten Mal und Constans zum dritten Mal | 327 n. Chr. | 326 / 324 n. Chr.                       |
| 41      | die hochangesehenen Männer Lollianus und Iustus | 328 n. Chr. | 328 n. Chr.                             |
| 42      | die Augusti Constantinus der Große zum achten Mal und Constans zum vierten Mal | 329 n. Chr. | 329 n. Chr.                             |
| 43      | die hochangesehenen Männer Gallianus und Simmacho | 330 n. Chr. | 330 n. Chr.                             |
| 44      | die hochangesehenen Männer Bassus und Albinus | 331 n. Chr. | 331 n. Chr.                             |
| 45      | die hochangesehenen Männer Pacatianus und Hilarianus | 332 n. Chr. | 332 n. Chr.                             |
| 46      | die hochangesehenen Männer Dalmatius und Zinofilus | 333 n. Chr. | 333 n. Chr.                             |
| 47      | die hochangesehenen Männer Optatus und Paulinus | 334 n. Chr. | 334 n. Chr.                             |
| 48      | der neue Augustus Constantinus zum ersten Mal (richtig wäre Julius Constantius) und Savinus | 335 n. Chr. | 335 n. Chr.                             |
| 49      | die hochangesehenen Männer Nepotianus und Facundus | 336 n. Chr. | 336 n. Chr.                             |
| 50      | Als diese Konsule waren, wurden der heilige Apostel Andreas und der Evangelist Lucas nach Konstantinopel am 10. Tag zu den Kalenden von Juli (22. Juni) überführt. |             | 3. März 357                             |
| 51      | die hochangesehenen Männer Felicianus und Tacianus | 337 n. Chr. | 337 n. Chr.                             |
| 52      | die hochangesehenen Männer Ursus und Polemius | 338 n. Chr. | 338 n. Chr.                             |
| 53      | Constantius Augustus zum zweiten Mal und Constans, der neue Caesar zum ersten Mal | 339 n. Chr. | 339 n. Chr.                             |
| 54      | die hochangesehenen Männer Acindynus und Proclus | 340 n. Chr. | 340 n. Chr.                             |
| 55      | Die edlen Augusti Constantius zum dritten Mal und Constans zum zweiten Mal | 341 n. Chr. | 342 n. Chr.                             |
| 56      | die hochangesehenen Männer Marcellinus und Probinus | 342 n. Chr. | 341 n. Chr.                             |
| 57      | die hochangesehenen Männer Placidianus und Romulus | 343 n. Chr. | 343 n. Chr.                             |
| 58      | die hochangesehenen Männer Leontius und Salustius | 344 n. Chr. | 344 n. Chr.                             |
| 59      | die hochangesehenen Männer Amantius und Savinianus | 345 n. Chr. | 345 n. Chr.                             |
| 60      | In diesem Jahr starb Constantinus der Große am 6. Tag zu den Kalenden von Dezember (26. November) und seine fünf Söhne übernahmen die Regierung. |             | 22. Mai 337                             |
| 61      | Constantius zum vierten Mal und Constans zum dritten Mal | 346 n. Chr. | 346 n. Chr.                             |
| 62      | die unbesiegbaren Augusti Constantius zum fünften Mal und Constans zum vierten Mal | 347 n. Chr. | 352 n. Chr. / unbekannt                 |
| 63      | die hochangesehenen Männer Rufinus und Eusebius | 348 n. Chr. | 347 n. Chr.                             |
| 64      | die hochangesehenen Männer Limenius und Tolinus | 349 n. Chr. | 349 n. Chr.                             |
| 65      | die hochangesehenen Männer Sergius und Nigrianus | 350 n. Chr. | 350 n. Chr.                             |
| 66      | Constantius zum sechsten (richtig wäre fünften) Mal und Constantinus, der neue Augustus | 351 n. Chr. | 352 n. Chr.                             |
| 67      | Als diese Konsule waren überfiel die Arianer die Kirchen und Athanasius, der gesegnete Bischof von Alexandria, wurde vertrieben. |             |                                         |
| 68      | die Augusti Constantius zum siebten (richtig wäre sechsten) Mal und der junge Constantinus zum zweiten Mal | 352 n. Chr. | 353 n. Chr.                             |
| 69      | die hochangesehenen Männer Arbethio und Iulianus | 353 n. Chr. | 355 n. Chr. / 356 n. Chr.               |
| 70      | die Augusti Constantius zum achten (richtig wäre siebten) Mal und Constantinus zum dritten Mal | 354 n. Chr. | 354 n. Chr.                             |
| 71      | Constantius zum neunten (richtig wäre achten) Mal und Lollianus | 355 n. Chr. | 356 n. Chr. / 355 n. Chr.               |
| 72      | die hochangesehenen Männer Datianus und Cerilaus | 356 n. Chr. | 358 n. Chr.                             |
| 73      | Constantinus Augustus zum zehnten (richtig wäre neunten) Mal und Iulianus Caesar zum zweiten Mal | 357 n. Chr. | 357 n. Chr.                             |
| 74      | die hochangesehenen Männer Eusebius und Ypatius | 358 n. Chr. | 359 n. Chr.                             |
| 75      | Constantinus Augustus zum elften (richtig wäre zehnten) Mal und Iulianus Caesar zum dritten Mal | 359 n. Chr. | 360 n. Chr.                             |
| 76      | Als diese Konsule waren starb der Imperator Constantinus und Iulianus regierte für fünfeinhalb Jahre für ihn. Er war seit dreieinhalb Jahren Caesar. |             | 361 n. Chr.                             |
| 77      | In diesem Jahr waren 10 (richtig wären 11) Zyklen von 532 Jahren vergangen. Das sind seit Adam bis zum Konsulat dieses Jahres insgesamt 5854 (richtig wären 5853, am ersten Tag des 5853. Jahr waren 5852 Jahre vergangen) Jahre. |             |                                         |
| 78      | Iulianus Augustus zum vierten Mal und der hochangesehene Salustius | 360 n. Chr. | 363 n. Chr.                             |
| 79      | In diesem Jahr stieg das Meer an und ging wieder zurück am 10. Tag zu den Kalenden von August (23. Juli), den 27. Epeiph |             | 21. Juli 365                            |
| 80      | die hochangesehenen Männer Barronianus und Iulianus und Iobinianus | 361 n. Chr. | 364 n. Chr. / 363 n. Chr. / 364 n. Chr. |
| 81      | In diesem Jahr starb der Imperator Iulianus am 6. Tag zu den Kalenden von Mai (26. April) und Iobianianus regierte für 6 Monate und wurde ermordet und für ihn regierten zwei Brüder. Valentinianus für elfeinhalb Jahre und ebenso sein Bruder Valens für 13 Jahre. Valentinianus war viermal Konsul und Valens sechsmal.                                     |             |                                         |
| 82      | die Augusti Valentinianus und Valens | 362 n. Chr. | 365 n. Chr.                             |
| 83      | die hochangesehenen Männer Paulus und Frorentius | 363 n. Chr. | 361 n. Chr.                             |
| 84      | die Augusti Valentinianus und Valens | 364 n. Chr. | 368 n. Chr.                             |
| 85      | der Caesar Gratianus, Sohn des Valentinianus, und Galaifus | 365 n. Chr. | 366 n. Chr.                             |
| 86      | die hochangesehenen Männer Luppicianus und Iobinus | 366 n. Chr. | 367 n. Chr.                             |

#### Kapitel 11
Der Text schließt direkt an das Ende von Kapitel 10 an. Die Trennung zu einem neuen Kapitel erfolgt nur aufgrund einer späteren Notiz Erster Augustalis am rechten Rand und auf der folgenden Seite steht in der Kopfzeile Beginn der Leitung der Augustales.
| Eintrag | Übersetzung | Jahr        | Tatsächliche Amtszeit     |
| ------- | --- | ----------- | ------------------------- |
| 1       | In diesem Jahr trat Tatianus in Alexandria als erster Augustalis am 6. Tag zu den Kalenden von Februar (27. Januar) ein. |             |                           |
| 2       | die Augusti Valentinianus und Valens zum dritten Mal unter dem Augustalis Tatianus | 368 n. Chr. | 370 n. Chr.               |
| 3       | die Augusti Valentinianus und Valens zum vierten Mal unter demselben Augustalis Tatianus | 369 n. Chr. | 373 n. Chr.               |
| 4       | der hochangesehene Gratianus zum zweiten Mal unter demselben Augustalis Tatianus | 370 n. Chr. | 371 n. Chr.               |
| 5       | In diesem Jahr wurde der gesegnete Dorotheus am 7. Tag zu den Iden des Oktobers (9. Oktober), der dem 12. Faofi entspricht, in Alexandria gemartert. Er wurde wilden Tieren als Speise übergeben während dem Vorsteher Tatianus, für diese waren sie damals Ketzer.           |             |                           |
| 6       | die hochangesehenen Modestus und Arinthaeus unter dem Augustalis Publius. | 371 n. Chr. | 372 n. Chr.               |
| 7       | Valentinianus und Valens zum fünften Mal unter dem Augustalis Publius. | 372 n. Chr. | 376 n. Chr.               |
| 8       | Als diese Konsule waren verwüsteten die Armati ganz Campania und in diesem Jahr wurde Valentinianus im Krieg getötet am 7. Tag zu den Iden des Oktobers (9. Oktober). |             | 17. November 375          |
| 9       | Gratian Augustus zum dritten Mal und der hochangesehene Equitius unter dem Vorsteher Tatianus. | 373 n. Chr. | 374 n. Chr.               |
| 10      | Gratian Augustus zum vierten Mal und Merobaudus unter demselben Augustalis Tatianus zum zweiten Mal. Dieser erbeute in Alexandria den Flusslauf, der Tatianus genannt wird und er fertigte mit Gold überzogenen Tore an, welche jetzt Petrinas nennen.                        | 374 n. Chr. | 377 n. Chr.               |
| 11      | Valentinianus Augustus zum fünften Mal und Valens, der Sohn des Augustus, unter demselben Augustalis Tatianus. | 375 n. Chr. | 376 n. Chr.               |
| 12      | In diesem Jahr starb der Bischof Athanasius in Alexandria am 7. Pachon und der Erzpriester Petrus nahm den Sitz für ihn ein für 7 Jahre. |             | 2. Mai 373                |
| 13      | der neue Augustus Valentinianus zum fünften Mal und der hochangesehene Merobaudus unter Augustalis Palladius. | 376 n. Chr. | 376 n. Chr. / 377 n. Chr. |
| 14      | Valens zum sechsten Mal und Augustus Valentinianus unter dem Vorsteher Augustalis Tatianus. | 377 n. Chr. | 378 n. Chr.               |
| 15      | Als diese Konsule waren starb Valens und die Herrschaft erhielten Gratianus und der jüngere Valentinianus. |             | 9. August 378             |
| 16      | die hochangesehenen Ausonius und Olybrius unter Augustalis Adrianus | 378 n. Chr. | 379 n. Chr.               |
| 17      | die hochangesehenen Eusebius und Olybrius unter Augustalis Hadrianus | 379 n. Chr. | 359 n. Chr. / 379 n. Chr. |
| 18      | die hochangesehenen Gratianus zum vierten Mal und Gadalaifus | 380 n. Chr. | 377 n. Chr. / 366 n. Chr. |
| 19      | die hochangesehenen Luppicianus und Eutropius | 381 n. Chr. | 367 n. Chr. / 387 n. Chr. |
| 20      | die hochangesehenen Antoninus und Eutropius unter Augustalis Paulinus | 382 n. Chr. | 382 n. Chr. / 387 n. Chr. |
| 21      | In diesem Jahr starb Petrus, der Bischof von Alexandria, in Alexandria und sein Bruder Timotheus nahm den Sitz für ihn ein für 5 Jahre, am 20. Mecheir (14. Februar). |             |                           |
| 22      | die hochangesehenen Ausonius und Olybrius unter dem Vorsteher Augustalis Bassianus | 383 n. Chr. | 379 n. Chr.               |
| 23      | In diesem Jahr wurde Theodosius in die Herrschaft erhoben unter dem Imperator Gratianus in Sirmium am 14. Tag zu den Kalenden von Februar (19. Januar) und regierte 16 Jahre und war dreimal Konsul.                                                                          |             |                           |
| 24      | die edlen Augusti Gratianus zum fünften Mal und Theodosius zum ersten Mal unter Augustalis Ypatius. | 384 n. Chr. | 380 n. Chr.               |
| 25      | die hochangesehenen Suagrius und Eucerius unter Augustalis Antoninus | 385 n. Chr. | 381 n. Chr.               |
| 26      | In diesem Jahr wurde der Imperator Gratianus in Leuduna durch den Tyrann Maximus am 8. Tag zu den Kalenden von September (25. August) ermordet und im selben Jahr wurde Arcadius in Konstantinopel zum Herrscher gekrönt am 5. Tag zu den Iden des Septembers (9. September). |             | 383 n. Chr.               |
| 27      | die hochangesehenen Richomedus und Chlearcus unter demselben Augustalis Antoninus | 386 n. Chr. | 384 n. Chr.               |
| 28      | In diesem Jahr starb Timotheus, der Bischof von Alexandria am 26. Epifi (20. Juli) und der Archidiakon Theofilus nahm den Sitz für ihn für 28 Jahre ein und dieser entfernte die Sakrilegien.                                                                                 |             |                           |
| 29      | Arcadius Augustus, Sohn des Theodosius und der hochangesehene Baudo unter Augustalis Frorentius | 387 n. Chr. | 385 n. Chr.               |
| 30      | In diesem Jahr wurde Honorius in Konstantinopel geboren am 5. Tag zu den Iden des Septembers (9. September). |             | 9. September 384          |
| 31      | Valentinianus Augustus zum dritten Mal und der hochangesehene Eutropius | 388 n. Chr. | 387 n. Chr.               |

## Ausgaben
- Benjamin Garstad (Hrsg.): Apocalypse of Pseudo-Methodius / An Alexandrian World Chronicle. Harvard University Press, Cambridge, Mass. 2012, S. 142ff. (Edition mit englischer Übersetzung).
- Excerpta ex Barbaro Scaligeri. In: Theodor Mommsen (Hrsg.): Auctores antiquissimi 9: Chronica minora saec. IV. V. VI. VII. (I). Berlin 1892, S. 272–293 (Monumenta Germaniae Historica, Digitalisat)